# المعارضة السعودية
المعارضة في السعودية أو المعارضة السعودية ؛ هم الأفراد والمنظمات والجماعات والأحزاب والجهات التي تعارض أو تختلف مع نظام الحكم الملكي الوراثي المطلق الموجود في السعودية الذي تتعاقب عليه أسرة عبدالعزيز بن عبد الرحمن آل سعود الحاكمة، وتتنوَّع المعارضة في السعودية بحسب مطالبها وبحسب الأيديولوجيات التي تنتمي لها، فهناك المعارضة السلمية غير المسلحة الموجودة في الخارج التي تدعو إلى إسقاط النظام المتمثلة في الحركة الإسلامية للإصلاح وتنظيم التجديد الإسلامي وهناك المعارضة السلمية في الداخل التي تدعوا إلى إصلاح النظام المتمثلة في جمعية الحقوق المدنية والسياسية في السعودية وحزب الأمة الإسلامي وإصلاحيو جدة أو بما يُسمى التيار الإصلاحي في السعودية
و هناك المعارضة المسلحة ذات الآيدلوجيات الدينية التي تظهر في فترات زمنية متباعدة مثل تنظيم القاعدة في جزيرة العرب وحزب الله الحجاز وتنظم الدولة الإسلامية ولاية نجد.
تعود بدايات نشوء المعارضة في السعودية إلى عام 1929 - 1930 عندما اختلفت حركة اخوان من اطاع الله مع الملك عبد العزيز، نتج عن هذا الخلاف ثورة إسلامية مسلحة ضد الملك عبد العزيز.
و خلال حقبة الخمسينات وحتى الثمانينات الميلادية هيمنت الجماعات اليسارية سواء القومية العربية أو الشيوعية على خطاب المعارضة السعودية لأكثر من ثلاثة عقود لكن منذ حرب الخليج الثانية و ما بعدها في 1991 سيطر الإسلاميون سواء الشيعة أو السلفيين الجهاديين والحركيين منهم على صوت المعارضة وهو الوضع القائم حالياً. ثم تطورت المعارضة السعودية بتبني الحقوق المدنية والسياسية وتأسيس العديد من المنظمات الحقوقية في الخارج.

## إخوان من طاع الله

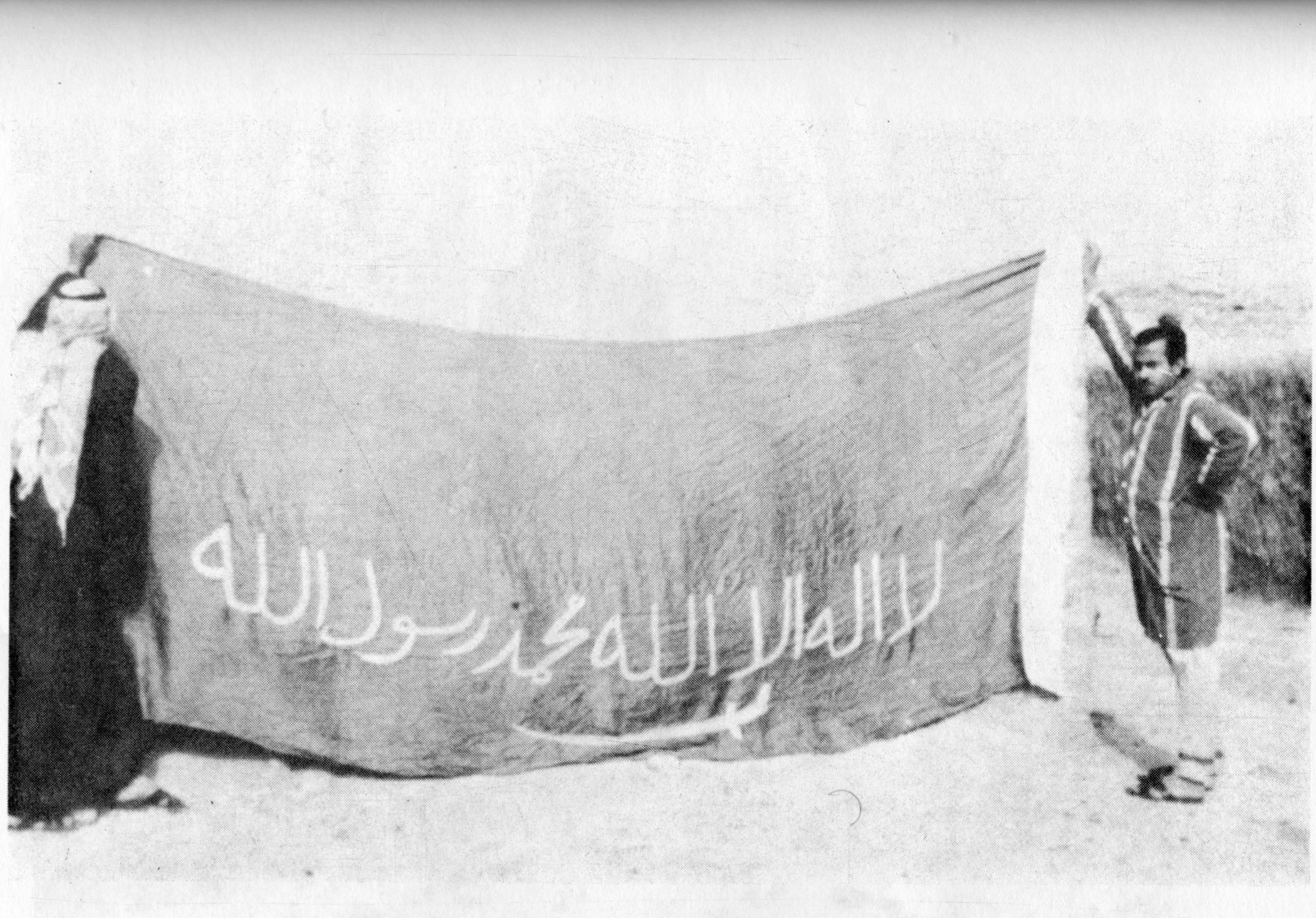
علم حركة إخوان من أطاع الله

تعتبر ثورة الإخوان هي أول عمل سياسي معارض وثورة مسلحة بنفس الوقت قاده بعض قادة حركة اخوان من طاع الله ضد ملك مملكة الحجاز ونجد وملحقاتها عبد العزيز آل سعود. بدأت أولى مقدمات الثورة سنة 1926 بعد انتهاء الحرب النجدية الحجازية (1924-1925) التي قضت على مملكة الحجاز حيث أراد الإخوان بعد عودتهم من الحجاز مواصلة شن الغارات على بادية العراق والكويت في حين كان الملك عبد العزيز يسعى لوقف تلك الهجمات لتبرز بذلك بداية خلافهم مع الملك عبد العزيز، في ذلك الوقت كانت السلطنة النجدية ملتزمة مع بريطانيا بمنع الغزو بين قبائل نجد والعراق وفقا لمعاهدة بحرة الموقعة عام 1925 إلا انه وبالرغم من ذلك لم يكن الملك عبد العزيز قادرا على منع الإخوان من الغزو حتى حلول شتاء عام 1929 حيث أرسل الملك عبد العزيز أحد كبار مشايخ الدين إلى ابن بجاد لإقناعه برفع الخلاف المتعلق بالمذابح التي ارتكبتها قواته ضد تجار الجمال والمسلوبات التي نهبت إلى محكمة دينية لتفصل فيه إلا أن ابن بجاد رفض العرض بحجة أن ذلك ما هو إلا مؤامرة ضده وأن نهايته معروفة مسبقا حيث رأى أن رجال الدين أصدقاء لابن سعود وسوف يصدرون عليه حكما بالإعدام. وحينما أصر الإخوان على موقفهم أمر الملك عبد العزيز قواته بمهاجمة الإخوان في 29 مارس 1929 وأصيب الدويش بجروح بالغة ووعد الملك بالإبقاء على حياته شرط أن يخضعوا لحكم الشرع وسمح له بالعودة إلى الأرطاوية وأن يعالج على أن يسلم نفسه للرياض بعد شفائه  في حين استسلم ابن بجاد في شقراء وسجن في الرياض.
حينما تعافى الدويش من جراحه خشي أن يسجن وعاد التمرد مرة أخرى بانضمام العجمان إلى مطير، وقاموا بشن غارات على قبائل نجد الموالية لابن سعود، وبسبب الصيف لم يقدر الملك عبد العزيز على حشد قواته لأسباب لوجستية وفي تشرين الأول/أكتوبر 1929 انسحبت قوات الإخوان إلى الكويت حيث استسلمت في 10 يناير/كانون الثاني 1930 إلى القوات البريطانية، فسجن فيصل الدويش ونايف بن حثلين شيخ العجمان وقبلهم سلطان بن بجاد في 1929، ومع انتهاء التمرد انتهت حركة الإخوان.

## ناصر السعيد
يُعتبر ناصر السعيد أول فرد عارض نظام حكم آل سعود في السعودية منذ نشوئها عام 1932. انتقل إلى الظهران عام 1947 للعمل في استخراج النفط وتكريره مع شركة أرامكو وعاش مع بقية العمال السعوديين ظروفاً معيشية صعبة فقاد مع زملائه هناك سلسلة من الإضرابات للمطالبة بتحسين ظروفهم المعيشية والسكنية ورضخت الشركة لمطالبهم، وفي عام 1953 قاد ناصر السعيد انتفاضة العمال للمطالبة بدعم فلسطين وتم اعتقاله وأرسل إلى سجن العبيد في الإحساء وأُفرج عنه لاحقاً، وبعد وفاة الملك عبد العزيز أقيم حفل استقبال للملك الجديد سعود في مدينة حائل ألقى فيه ناصر السعيد خطاباً طالب فيه بإعلان دستور للبلاد وبإصلاح وتنظيم الموارد المالية للدولة وحماية الحقوق السياسية وحقوق حرية التعبير للمواطنين وحقوق الشيعة، وفي عام 1956 غادر من حائل إلى مصر بعدما أخبره عبد الرحمن الشمراني عن صدور أمر بالقبض عليه وإعدامه.
أشرف السعيد في القاهرة على برامج إذاعية معارضة لحكم آل سعود في إذاعة صوت العرب ثم انتقل إلى اليمن الجنوبي عام 1963 وأنشأ مكتب للمعارضة هناك وتقابل هناك مع أحد العسكريين الشباب المنشقين وهو المعارض السعودي عبد الكريم أحمد مقبل القحطاني وقد اشتركا لاحقاً في تأسيس تنظيم اتحاد شعب الجزيرة من القاهرة منتصف الستينيات، انتقل السعيد بعدها إلى دمشق بعد انتهاء الحقبة الناصرية الثورية بمصر بموت الرئيس المصري جمال عبد الناصر ثم وفي زيارة إلى بيروت اختطف فيها في 17 ديسمبر 1979 بتعليمات من ياسر عرفات والعقيد عطا الله عطا الله أبو الزعيم لصالح أسرة آل سعود، حيث استدرجه أحد أصدقائه من قادة منظمة فتح إلى فخ منصوب له بحجه إجراء بعض المقابلات مع صحف أروربية تم تسليمه بعدها للمخابرات السعودية واغتيل لاحقاً.

### احتجاجات عمال أرامكو
ما بين عام 1952 إلى 1958 قاد كل من عبد العزيز المعمر وعبد الرحمن البهيجان وناصر السعيد وعبد العزيز السنيد وآخرين الذي اسسوا فيما بعد اللجنة العمالية السعودية انتفاضات عمال الظهران ورأس تنورة وبقيق 1952 - 1958 وهي سلسلة من الاحتجاجات والمظاهرات والإضرابات التي قام بها بعض العمال السعوديين والعرب في شركة الزيت العربية الأمريكية شركة أرامكو في الظهران ورأس تنورة وبقيق وهي مدن الصناعات النفطية والتكرير في المنطقة الشرقية من المملكة العربية السعودية. ولاحقا تأسس مكتب مصلحة العمل والعمال.

### اتحاد شعب الجزيرة العربية
اتحاد شعب الجزيرة العربية هو تنظيم سياسي قومي عربي ديموقراطي معارض لنظام الحكم في المملكة العربية السعودية أسسه المعارض السعودي ناصر السعيد في حائل عام 1959. وانضم إليه المعارض السعودي عبد الكريم أحمد مقبل القحطاني والإيديولوجيا التي يحملها هذا التنظيم هي الناصرية. بدأ التنظيم المعارضة المسلحة الفعلية مستغلا أحداث حرب اليمن في نهاية عام 1966 وبداية عام 1967 من خلال سلسلة تفجيرات في العاصمة الرياض في مبنى محطة البريد وفندق زهرة الشرق بالرياض، وتفجيرات بالمنطقة الشرقية في مبنى الأمن العام وفي خط أنابيب التابلاين، وحينها تم القبض على 17 شخص من اليمنيين والسعوديين ادعت السلطة أنهم من قام بالتفجيرات وأعدمتهم علناً. بعد التفجيرات والقبض على منفذيها، حدثت عمليات اعتقال في صفوف أعضاء الحزب في الفترة الممتدة من عام 1969 إلى عام 1971. بعد حملة الاعتقالات التي حصلت لكوادر التنظيم في نهاية الستينات وبداية السبعينات وبعد وفاة جمال عبد الناصر ونهاية الدعم المصري للحزب أدت كل هذه العوامل إلى إضعاف التنظيم، حتى أن انتهى بالكامل بعد اغتيال مؤسسه ناصر السعيد في نوفمبر من عام 1979 في بيروت، وانضم أغلب أعضائه إلى منظمة أحرار الجزيرة العربية واجهة حزب البعث في السعودية.

## عبد الرحمن الشمراني (محاولة انقلاب 1955)
كان عبد الرحمن ناصر الشمراني على صلة تنظيمية بناصر السعيد، تعرف عليه في 7 نوفمبر 1957 وهو الذي أخبر ناصر السعيد أن الملك سعود أمر باغتياله، فهرب ناصر السعيد إلى بيروت، وقد اعترف عبد الرحمن الشمراني ضابط الحرس السعودي لناصر السعيد أن هناك عوامل غيرت حياته وحولته من ضابط عادي إلى ضابط ثائر منها هزيمة فلسطين، وسوء أحوال الشعب في السعودية، ولقاؤه بقيادة ثورة 1952 في مصر وعلاقته بعبد الناصر، حيث كان ضابط الاتصال السعودي بعبد الناصر حين جاء للسعودية لأول مرة، ثم استمرت اتصالاته به حين جاء الشمراني إلى مصر، ويذكر الشمراني أنه ظل يشكو لعبد الناصر من سوء الأحوال فقال له عبد الناصر:«كفي بكاءا المسألة عايزة تنظيم وعمل» فانتقل إلى الدعوة الثورية وتنظيم اخوانه فكان في ذلك نهايته. وبعدها تم اعتقال عدد من الضباط وطياري القوات الجوية بشبهة الاشتراك في مؤامرة اغتيال الملك سعود في اعقاب الثورة العراقية 17 يوليو 1958. وفي عام 1962 تم اعتقال ستة ضباط لاتصالهم بزمرة الأمراء الأحرار في القاهرة، وفي عام 1969 اكتشفت محاولة انقلابية أخرى واعتقل فيها مائة شخصية عسكرية، وآثر هذا المناخ على بعض الأمراء السعوديين فاصبحوا الأمراء الأحرار.
أسس عبد الرحمن الشمراني حركة الضباط الأحرار السعوديين مع ضباط سعوديين آخرين، خططت هذه الحركة لإنقلاب عسكري في المملكة العربية السعودية في 1955 لكن الانقلاب فشل وأعدم جميع المشاركين فيه، حدثت محاولة الإنقلاب العسكري على أسرة آل سعود ما بين شهري أبريل ومايو من عام 1955 وقام بها عبد الرحمن الشمراني وضباط آخرين في القوات المسلحة السعودية عرفوا باسم الضباط الأحرار السعوديين، وقد كتب السفير العراقي في السعودية في صيف 1955:
| المعارضة السعودية | أن السلطات السعودية قمعت بشدة حركة عرفت بحركة الضباط الأحرار على غرار حركة الضباط الأحرار في مصر التي أسقطت الملك فاروق في عام 1952. وكانت الحركة بقيادة الطيار عبد الرحمن الشمراني إضافة إلى إثني عشر ضابطاً على الأقل، و ذكرت أبحاث وكالة المخابرات المركزية الأمريكية CIA في تقاريرها في بداية عام 1956 (كانت الحركة تخطط في أبريل/مايو 1955 لاغتيال رئيس الوزراء فيصل بن عبد العزيز آل سعود ووزراء آخرين وإجبار الملك على التنحي إن لم يتم إغتياله، وقد قرر رجال الحركة تأسيس مجلس قيادة الثورة، ولكن تم إعدامهم، فيما ذكرت تقارير أخرى أن البلاد عاشت حالة الطوارئ ومن ثم انتشار أفراد الحرس الوطني السعودي في النقاط الاستراتيجية في العاصمة الرياض، وقد اختفى الملك سعود فجأة لعدة أيام. | المعارضة السعودية |

## داوود الرميحي (محاولة انقلاب 1969)
كانت محاولة انقلاب فاشلة خطط لها العديد من كبار القادة في القوات الجوية الملكية السعودية، أمر الملك فيصل على أثرها باعتقال مئات الضباط العسكريين من ضمنهم بعض اللواءات. ومن المحتمل أن تكون هذه الاعتقالات قد استندت إلى معلومات سرية من وكالة الاستخبارات الأمريكية، حول مدى هذا الخطر. لاسيما وأن محاولة انقلاب سابقة وقعت ضد الملك فيصل في 1966. سيطر المتآمرون على بعض طائرات القوات الجوية. حيث كانت خطتهم أن تقصف هذه الطائرات القصر الملكي في الرياض، لقتل الملك وغيره من الأمراء رفيعي المستوى الذين قد يخلفونه. وبعد وفاة الملك والأمراء، خطط المتآمرون للإعلان عن تشكيل جمهورية شبه الجزيرة العربية. كان الكثيرون من المتآمرين من أصل حجازي. وبالنسبة للآخرون الذين شاركوا في المؤامرة فكانوا من النجديين أو السنة من المنطقة الشرقية. اكتشفت أجهزة المخابرات بعد تفتيش أحد الضباط في القاعدة الجوية بجدة صحيفة تتضمن أسماء أغلب المشاركين في خطة الانقلاب كان نتيجة ذلك إجهاض محاولة الانقلاب قبل تنفيذها. أعقب ذلك حملة اعتقالات واسعة شملت القبض على 28 شخص برتبة مقدم و30 برتبة رائد إضافة لأكثر من 200 ضابط آخرين ووصلت تقديرات عدد المعتقلين إلى نحو ألفي شخص في نهاية 1969، في حين تمكن البعض من الهرب خارج البلاد. وقد أُعدم قادة الانقلاب فيما بقى مصير الآخرين مجهولاً.

## الأمراء الأحرار
حركة الأمراء الأحرار هي حركة سياسية ليبرالية سعودية عرفت الوجود من 1958 إلى 1964 عُرف أعضاؤها باسم شباب نجد والأمراء الأحرار والأمراء الليبراليون لم يطلق الأمراء الاسم على أنفسهم وإنما تم تسميتهم من قبل الإعلام المصري تيمنا بحركة الضباط الأحرار في مصر.
أسس الحركة طلال بن عبد العزيز آل سعود (رئيس الحركة) والأمير مشاري بن عبد العزيز آل سعود والأمير بدر بن عبد العزيز آل سعود والأمير تركي الثاني بن عبد العزيز آل سعود والأمير فواز بن عبد العزيز آل سعود، بعد التوترات التي شابت العلاقة بين ولي العهد الأمير فيصل والملك سعود. خرج أعضاء الحركة إلى لبنان ثم إلى مصر، وسُحبت منهم جوازات سفرهم الدبلوماسية، وخلال السنين التي قضوها خارج المملكة نادى الأمراء الخمسة بالعديد من المبادئ مثل إنشاء حكم دستوري وبرلماني في البلاد وفصل الأسرة الحاكمة عن الحكم، والمساواة بين الرجال والنساء وإلغاء العبودية، تنازلوا طواعية عن لقب أمير قبل عودتهم من المنفى في منتصف الستينيات، وتم العفو عنهم وتولى منهم الأمير فواز إمارة مكة المكرمة من سنة 1970م حتى 1980م.
تلقت الحركة دعما نسبيا من الطبقة المتوسطة السعودية الليبرالية (في ذلك الوقت كانت الطبقة المتوسطة صغيرة نسبيا)، ولكن لم تكن لديها قاعدة شعبية كبيرة داعمة لها. دعم الحركة إخوان الأمير طلال، نواف بن عبد العزيز، وفواز بن عبد العزيز، وبدر بن عبد العزيز. شقيق آخر، الأمير عبد المحسن بن عبد العزيز، أيد الحركة علانية واقترح إنشاء ملكية دستورية. بالإضافة إلى ذلك، تلقت الحركة أيضا الدعم من الأمراء الصغار في بيت آل سعود ، وأيضا من وزير النفط آنذاك عبد الله الطريقي. قام ولي العهد فيصل بن عبد العزيز بطرد العديد من أعضاء الحركة إلى لبنان، لكنه عفا عنهم لاحقا بعدما أصبح ملكا.

## الاستيلاء على الحرم المكي
في فجر يوم 1 محرم 1400 الموافق 20 نوفمبر 1979 استولى جهيمان العتيبي وأكثر من 200 مسلح من الجماعة السلفية المحتسبة على الحرم المكي مدعين ظهور المهدي المنتظر وذلك إبان عهد الملك خالد بن عبد العزيز. وقعت الحادثة مع فجر أول يوم في القرن الهجري الجديد، وتسببت بسفك للدماء في باحة الحرم المكي وأودت بحياة مصلين مدنيين ورجال أمن ومسلحين متحصنين داخل الحرم. وقد برر جهيمان العتيبي قائد العملية هجومه باعتباره نصرة للمهدي المنتظر الذي سيملأ الأرض قسطًا وعدلا كما ملئت فجورًا وظلما والدعوة إلى مبايعة محمد عبد الله القحطاني، خليفة للمسلمين، وإماماً لهم على أنه المهدي المنتظر.
بعد صلاة الفجر يوم 1 محرم 1400هـ الموافق 20 نوفمبر/تشرين الثاني 1979م، وقف جهيمان العتيبي وبجانبه محمد عبد الله القحطاني، ليعلن أمام المصلين خروج المهدي، وطلب منهم مبايعة محمد القحطاني باعتباره المهدي الواجب اتباعه، وفي هذه الأثناء، قامت مجموعة من الرجال التابعين له "والذين تبين فيما بعد أنهم من 12 دولة مختلفة بينهم أمريكان وقاموا باستخراج أسلحة خفيفة من توابيت أدخلت قبل الصلاة باعتبارها تحوي على جثامين لموتى للصلاة عليهم في المسجد، ولكنها كانت معبأة بالأسلحة والذخيرة بدل من ذلك، وتمكن المسلحون من إغلاق الأبواب وسد المنافذ الحرم والتحصن بداخله، وتمكن عدد من المصلين الذين كانوا داخل الحرم لتأدية صلاة الفجر من الفرار أما الباقون و"يقدر عددهم بمائة ألف" فيبدو أن الكثير منهم اضطروا بشكل أو بآخر إلى مبايعة محمد عبد الله القحطاني باعتباره المهدي المنتظر.
وجدت الحكومة السعودية نفسها محرجة ومكبلة في مواجهة العملية، وبدت كما لو أنها مصابة بالشلل. وتحدث بعض المحللين بأنها تعاملت مع حادثة الحرم على أنها محاولة انقلابية تستهدف الإطاحة بالنظام السعودي بأسره، الأمر الذي خلق جواً عاماً من الريبة في كل أنحاء المملكة. وكان لا بد قبل الشروع في أي عمل عسكري من استصدار فتوى تبيح التدخل بالقوة وإدخال الأسلحة إلى داخل الحرم المكي لإنهاء الحصار، وتمكنت السلطات، حسب بعض المصادر، من الحصول "على أصوات 32 من كبار العلماء لاستخدام القوة ضد حركة جهيمان.
في العاشرة صباحًا (حسب بعض المصادر) من يوم الثلاثاء 14 محرم 1400هـ الموافق 4 ديسمبر/كانون الأول 1979م وبعد انقضاء أسبوعين على الحصار، بدأ الهجوم واستمر حتى حلول المساء حيث تمكنت قوة سعودية من الاستيلاء على الموقع وتحرير الرهائن في معركة تركت وراءها نحو 28 قتيلاً من الإرهابيين وقرابة 17 جريح من قوات الأمن والمصلين، وتم إخراج الباقيين أحياء ومنهم جهيمان العتيبي الذي أُعدم فيما بعد.
تم أسر من تبقى على قيد الحياة ومن بينهم جهيمان العتيبي، في حين كان محمد بن عبد الله القحطاني بين القتلى. ونفذ في الناجين حكم الإعدام يوم الأربعاء 21 صفر عام 1400هـ الموافق لـ 9 يناير/كانون الثاني 1980م بعد أن قسموا إلى أربع مجموعات أعدم أفرادها في ساحات أربع مدن رئيسية في البلاد.

## الصحوة السعودية

### دعاة الصحوة
الصحوة السعودية أو صحوة بلاد الحرمين أو دعاة الصحوة هي حركة فكرية اجتماعية إسلامية نشأت بدعم من مجموعة دعاة إبان حراكهم الدعوي «لإيقاظ الناس من غفوتهم» وقد جائت فكرة إيقاظ المجتمعات وتقريبهم من الحياة الإسلامية ومصطلح الصحوة من أفكار حسن البنا وسيد قطب وأبو الأعلي المودودي، والتي تؤدي في النهاية لإقامة دولة الإسلام، بدأ مصطلح الصحوة في الظهور في حقبة الثمانينات الميلادية على يد عدد من الأشخاص في ذلك الوقت من أمثال سلمان العودة في بريدة وعوض القرني وعائض القرني في أبها وسفر الحوالي في جدة وناصر العمر وسعد البريك في الرياض. لقيت الصحوة ما وُصف بأنه دعم كبير من الدولة السعودية فور قيامها وخلال فترة الغزو السوفيتي لأفغانستان وتأثرت توجهات الدولة عمومًا بتلك الحركة بشدة خلال عهد الملك فهد بن عبد العزيز آل سعود، وبالتحديد وعلى نطاق واسع في وزارتي العمل والتعليم. إلا أنها سرعان ما اصطدمت مع الحكومة السعودية في منتصف التسعينيات عند بدء رموز الحركة بمطالبة الحكومة بتغييرات اجتماعية وسياسية من أهمها وقف التعاون العسكري مع الولايات المتحدة إبان حرب الخليج الثانية. في بداية القرن الحادي والعشرين، دخلت الحركة الليبرالية التحريرية في السعودية في عدة صدامات مع الحركة الصحوية ودعاة الصحوة، وشغل وأثر ذلك الصدام على الرأي العام السعودي بشدة خلال فترات مختلفة سواءً في قضايا اجتماعية أو في قضايا المشاركة في النزاعات الإقليمية تحت غطاء الجهاد الإسلامي. ونادى التيار الليبرالي بالانفتاح وتقليل سلطة رجال الدين ونفوذهم الاجتماعي في المملكة. مع تولي الملك سلمان حكم المملكة وبزوغ ولي عهده محمد بن سلمان على الساحة السياسية، شهدت المملكة عدة تغيرات انفتاحية فيما تم تفسيرها برغبة السعودية قطع علاقتها مع أتباع هذه الحركة. وتحدث ولي عهد السعودية محمد بن سلمان عن ما أسماه الحالة غير العادية وغير الطبيعية التي دخلت على المجتمع السعودي في إشارة إلى الصحوة وما وصفه بالإسلام غير المعتدل وبأنها مجرد رد فعل للثورة الإسلامية في إيران، وتعهد «بتحرير المجتمع السعودي» من تلك الحقبة وإعادة السعودية لما كانت عليه قبل 30 عاماً. يرى محللون ارتباط حركة الصحوة وتأثرها بالنشاط السياسي والحركي لجماعة الإخوان المسلمين وبالمفاهيم الدينية للسلفية.

### خطاب المطالب
خطاب مطالب العلماء هو خطاب وُجِّه إلى الملك فهد بن عبد العزيز آنذاك في شهر شوال عام 1411 هـ الموافق لشهر مايو 1991، والذي وقع عليه مجموعة من علماء الدين السعوديين بلغ عددهم 400 عالم وطالب علم، وطالبوا بإنشاء مجلس للشورى، وتحقيق المساواة بين المواطنين، وعدالة توزيع المال العام، وبناء جيش قوي متكامل، وسياسة خارجية بعيدة عن التحالفات المخالفة للشرع. في عام 2014 أي بعد 23 عاماً من توجيه الخطاب، أعاد نشطاء سعوديون نشر ما عُرف بخطاب المطالب عبر مواقع التواصل الاجتماعي المختلفة، ونقل بعض من نشر الخطاب أن هذا الخطاب يعتبر أول عريضة إصلاحية وحقوقية تم نشرها في السعودية منذ أيار 1991، وإن المطالب الواردة في الخطاب سبق أن خاطبنا بها الشعب السعودي بأن حقوقكم لن تنالوها إلا بثورة شعبية، وذلك منذ أكثر من 23 عاماً.

### مذكرة النصيحة
يأتي ذكر مذكرة النصيحة عند الحديث دائمًا عن بدايات البيانات السياسية المعارضة والإصلاحية في المملكة العربية السعودية والتي تقريبًا كانت في أوائل التسعينيات الميلادية من القرن العشرين المنصرم وكانت تطالب بإصلاحات سياسية والتحول الديمقراطي، وتسمية «النصيحة» في السعودية مستقاة من تراث المدارس السنية الإسلامية، وهي المدرسة الدينية الرسمية السعودية، والتي تعطي للملك أو الحاكم عموما سلطة مطلقة باسم «ولي الأمر» في إدارة شؤون الدولة وتأمر بطاعته، فلا تجيز هذه المدرسة معارضة هذا الحاكم، وتسمح فقط بمناصحته بشكل سري، ويأتي هذا بمبرر أن في معارضته والمناصحة العلنية أيضا فتنة قد تسبب بإشاعة الفوضى والحروب والانقسام في البلدان.
لقد تسبب نشر المذكرة بطريقة علنية حينها بإثارة الجدل، وذلك من خلال طباعة المنشورات في نسخ من المذكرة وتوزيعها بين أساتذة الجامعات والطلاب والمصلين في المساجد، كذلك قرأ البيان حينها من خلال شريط صوتي (كاسيت) بعنوان: المدفع العملاق، بصوت مجهول، وانتشر الشريط وبنسخ مختلفة بكل سرعة بين الناس، فكان العائد بعد ذلك ومن خلال ردة الفعل الحكومية والسلطة السياسية عموما في السعودية قاسية جدًا، في اعتبار هذا الأسلوب مخالفا للعرف السائد والتقليد المتبع بما يخص طريقة النصيحة وكيفيتها، والتي اكتسبت الآن صفة: المعارضة.
استدعت الحكومة العديد من الأسماء التي قامت بإعداد البيان للتحقيق، واعتقلت أسماء أخرى، وأعلنت أسماء أخرى انسحابها من البيان، وأنكرت أخرى توقيعها ومعرفتها بالبيان. وبرغم ذلك، استمر العديد من الموقعين على النداء بتنفيذ الإصلاحات المقترحة.
تحققت بعض مطالب المذكرة وهي من المطالب التي تكاد تتفق عليها معها أيضا البيانات التي سبقتها، كإعادة هيكلة نظام مجلس الشورى السعودي وذلك بأمر ملكي في عهد الملك فهد الصادر عام 1992، حيث قال في كلمة متلفزة على الهواء مباشرة: ونحن اليوم، إذ نواصل هذا النهج الإسلامي الذي سار عليه الملك عبد العزيز ي انما نرسخ بذلك دعائم الشورى بأسلوب يقوم على أسس واضحه واختصاصات بينة منطلقين من مفهومنا العميق لهذا النهج الإسلامي الثابت الذي جاء في كتابه العزيز لا يأتيه الباطل من بين يديه ولا من خلفه.
كذلك إعلان النظام الأساسي للحكم في نفس العام 1992، بأمر ملكي في عهد الملك فهد، والذي يتضمن نظام المناطق (المقاطعات)، حيث نص الأمر الملكي: بناءً على ما تقتضيه المصلحة العامة، ونظراً لتطور الدولة في مختلف المجالات، ورغبة في تحقيق الأهداف التي نسعى إليها، أمرنا بما هو آت: إصدار النظام الأساسي للحكم بالصيغة المرفقة.

### شريط المدفع العملاق
أثناء فترة ما يُعرف بجماعة الصحوة أثناء حرب الخليج الثانية وذلك للمطالبة بتغيير الأنظمة التشريعية في البلاد عبر مذكرة مطولة أُطلق عليها مذكرة النصيحة وتسجيلها في كاسيت صوتي أُطلق عليها المدفع العملاق كان ظاهره تقديمها بسرية لولي الأمر ثم وتوجيه خطابهم إلى وسائل الإعلام الغريبة وأيضًا نشره في مختلف مناطق المملكة السعودية. اجتمع أربع شخصيات بينهم أستاذ في الجامعة وآخرون من طلبة العلم، ذات ليلة لصياغة البيان النصحية، يطالبون بإصلاحات داخل الدولة على عدة مستويات، بينها تمكين الدعاة والوعاظ من مفاصل الدولة، وإبعاد الفاسدين من قيادة أجهزة الدولة، وتحويلها إلى نموذج سني من النظام الإيراني. وأثناء صياغة البيان ظهرت آلة تسجيل وقام بتلاوة الخطاب أحد الأشخاص وفي الواقع هو شخص غير معروف حتى الآن، بتلاوة البيان في شريط صوتي كاسيت مدته ساعة وعشرون دقيقة، وأطلق على الشريط مسمى المدفع العملاق، وتم نسخ الآلاف منه، ووُزع في مختلف مناطق المملكة. يقول عائض القرني في عدد من الحوارات حول هذا الموضوع، إن مذكرة النصيحة الذي وقع عليها (آنذاك) كان هدفها سياسيًا بل أصبح الخطباء في الجوامع يتطرقون لها في خطبهم، ومضمونها نصيحة الحاكم حتى يكون هناك ضغط من الشعب ضد الدولة، لكن الدولة لم ترضخ لذلك، بل قامت بالقبض على كل من شارك في هذا البيان، وآخرين تسللوا خارج الحدود.

وفي حينها، كانت هناك مزاعم بأن الشيخ عبدالعزيز بن باز الرئيس العام لهيئة الإفتاء والبحوث قد زكاها ورفعها إلى الملك فهد بن عبدالعزيز الأمر الذي دفع هيئة كبار العلماء إلى إصدار بيان فحواه:«وبعد تأمل مجلس هيئة كبار العلماء ومناقشته، رأى المجلس إصدار هذا البيان، الذي يستنكر فيه ما اشتملت عليه من الباطل و ما هو خلاف الواقع وطريقة إعدادها ونشرها، وقد عمل معدوها على ترويجها لأسباب الفرقة، ووصفوا الدولة بأسوأ الأوصاف، وهذا العمل مخالف لعمل النصيحة الشرعية…»

### لجنة الدفاع عن الحقوق الشرعية
لجنة الدفاع عن الحقوق الشرعية هي مجموعة سعودية لحقوق الإنسان ذات خلفية إسلامية ومطالب سياسية حُظِرت فور تأسيسها. في أبريل 1993 اجتمع سرًا عدد صغير من مثقفي الصحوة بقيادة سعد الفقيه ومحسن العواجي ومحمد الحضيف والتحق بهم لاحقا عبد العزيز القاسم وعبد العزيز الوهيبي ومحمد المسعري واتفقوا على تأسيس لجنة للدفاع عن حقوق الإنسان لكنهم أرادوا أن يكون أعضاؤها المؤسسون الرسميون من المشهورين فكان الاختيار على ستة من المشائخ والمهنيين المشهورين هم عبد الله المسعري وعبد الله بن جبرين وعبد الله التويجري وعبد الله الحامد وسليمان الرشودي وحمد الصليفيح.
في 3 مايو 1993 صدر بيان بتوقيع الستة المشهورين معلنا تأسيس لجنة الدفاع عن الحقوق الشرعية ونص البيان أن غاية اللجنة «رفع الظلم [...] والدفاع عن حقوق الإنسان التي تقررها الشريعة» وطلبت من الناس التعاون بالإبلاغ عن المظالم وتولى محمد المسعري منصب الناطق الرسمي باسم اللجنة. عقِب تأسيس اللجنة استنكر المفتي العام للمملكة عبد العزيز بن باز الذي نصح بعدم قراءة منشورتها. بينما علق محمد بن صالح العثيمين عضو هيئة كبار العلماء على تأسيسها «أنه غير شرعي وأنه افتيات على ولي الأمر، وأنه يؤدي إلى الفوضى». في 15 مايو اعتقل المتحدث الرسمي باسم اللجنة محمد المسعري (أطلق سراحه في شهر نوفمبر من نفس السنة) واعتقل عبد الله الحامد في 15 يونيو وسعد الفقيه ومحسن العواجي و12 أكاديميا آخرًا من الداعمين للجنة.
بعد خروج المسعري من السجن قررت اللجنة فتح مكتب لها في لندن واختارت أن يمثلها كل من سعد الفقيه ومحمد المسعري. في عام 1994 خرج الفقيه مع أسرته إلى لندن بينما وصل المسعري إليها بعد أن تسلل إلى اليمن وبدأ نشاط اللجنة مجددا في أبريل 1994 بإرسال منشوراتها إلى داخل المملكة بالفاكس. في عام 1996 نشب خلاف حاد بين المسعري والفقيه حول إستراتيجية عمل اللجنة فبينما حاول الفقيه تركيز النشاط على مواجهة النظام السعودي أراد المسعري أن يكون للجنة نشاط ذو طابع عالمي وحاول أن يقيم علاقات بينها وبين حزب التحرير. انتهى الأمر إلى إقالة الفقيه وتأسيسه الحركة الإسلامية للإصلاح في مارس 1996.

## الحركة الإسلامية للإصلاح
الحركة الإسلامية للإصلاح حركة سياسية إسلامية معارضة أسسها سعد الفقيه تهدف إلى إسقاط حكم آل سعود في السعودية وإنشاء نظام إسلامي يعتمد على الشورى في السعودية.
بعد فصل أعضاء لجنة الدفاع عن الحقوق الشرعية من وظائفهم واعتقالهم ثم الإفراج عنهم لاحقا، قررت اللجنة عام 1994 فتح مكتب لها في لندن يديره كل من سعد الفقيه ومحمد المسعري الذي كان منتميا لحزب التحرير في تلك الفترة وشكل فيما بعد تنظيم التجديد الإسلامي. ظهر لاحقا خلاف حول إستراتيجية عمل اللجنة، وعلى إثره أُقيل الفقيه فأسس في 11 مارس 1996 الحركة الإسلامية للإصلاح.
أطلقت الحركة الإسلامية للإصلاح إذاعة صوتية أسمتها «صوت الإصلاح» في ديسمبر 2002 وكانت أولى المظاهرات التي دعت الحركة لتنظيمها مظاهرة 14 أكتوبر 2003 التي شارك فيها المئات أمام برج المملكة في الرياض بالتزامن مع عقد مؤتمر «حقوق الإنسان في السلم والحرب» واعتقل على إثرها أكثر من 350 شخصا صدرت عليهم أحكام متفاوتة شملت جَلد بعضهم. بحسب منظمة العفو الدولية، كان من المعتقلين ثلاث نساء على الأقل أفرج عنهن بعد 55 يوما من الاعتقال بعد التعهد بعدم التكرار. عقِب المظاهرة تشويش الحكومة السعودية لبث إذاعة الحركة.
دعت الحركة لمظاهرات يوم 16 ديسمبر 2004 في عدة مدن سعودية وتوقع سعد الفقيه مشاركة عشرات الآلاف رغم حظر التظاهر. في اليوم المخطط للتظاهر انتشرت قوات الشرطة المسلحة وأقيمت نقاط تفتيش عديدة في الرياض واعتُقل ثمانية أشخاص بشبهة التظاهر بينما تظاهر حوالي 100 شخص في مدينة جدة اعتقلت قوات الأمن 21 منهم وفيهم امرأة. صدرت أحكام على 15 منهم تترواح بين 100 و250 جلدة وشهرين إلى ست أشهر سجن.

## الإصلاحيون الثلاثة
قضية الإصلاحيين الثلاثة هو اسم أطلق على القضية التي حوكم فيها ثلاثة من أبرز المطالبين بالإصلاح السياسي في المملكة العربية السعودية وهم د. متروك الفالح ود. عبد الله الحامد والأديب علي الدميني. في منتصف ديسمبر 2003 أصدر أكثر من 100 إصلاحي سعودي عريضة «الإصلاح الدستوري أولا» طالبوا فيها أن تتحول السعودية لمملكة دستورية وأن تفصل السلطات وأن يُصلح القضاء ويُحارب الفساد. اجتمع لاحقا إصلاحيون معظمهم (باستثناء الدميني) من الموقعين على العريضة وقرروا أن يصدروا بيانا آخرا يطعن في الجمعية الوطنية لحقوق الإنسان ويطالب بالسماح بتشكيل جمعية مستقلة، لكن في 16 مارس 2004 اعتقلت وزارة الداخلية المجتمعين وكانوا:
| - أمير بوخمسين - توفيق القصير - حمد الكنهل - خالد الحميد | - سليمان الرشودي - عبد الله الحامد - عدنان الشخص - علي الدميني | - متروك الفالح - محمد سعيد طيب - نجيب الخنيزي |

في اليوم التالي اُعتِقل المحامي عبد الرحمن اللاحم بعد أن أنتقد على قناة الجزيرة الفضائية اعتقال رفاقه الإصلاحيين؛ ووصفت وزارة الداخلية الاعتقالات أنها للتحقيق في البيانات التي «لا تخدم الوحدة الوطنية وتماسك المجتمع القائم على الشريعة الإسلامية». انتقدت وزارة الخارجية الأمريكية الاعتقالات ووصفتها ب«المخيبة للآمال»، إلا أن الخارجية السعودية انتقدت بشدة التدخل في «شأن أمني داخلي يخص المملكة وحدها». أطلق سراح الموقوفين الذين وافقوا على التعهد بعدم المشاركة في نشاطات سياسية دون التنسيق مع الحكومة السعودية وتوجيه البيانات لها، إلا أن الحامد والفالح والدميني رفضوا التعهد فاستمر احتجازهم.
في 8 أغسطس 2005 وفي أولى جلسات مجلس الوزراء بعد تولي الملك عبد الله بن عبد العزيز الحكم أصدر عفوا عن الإصلاحيين الثلاثة وعن محاميهم عبد الرحمن اللاحم. في 10 أغسطس استقبل الملك كلا من الفالح والدميني في مكة، لكن الحامد اعتذر لأسباب صحية.

## حزب التجديد الإسلامي
حزب التجديد الإسلامي حزب سياسي إسلامي أسسه المعارض السعودي الدكتور محمد المسعري يهدف إلى إسقاط حكم آل سعود وإقامة نظام حكم خلافة إسلامية في السعودية. بعد فصل أعضاء لجنة الدفاع عن الحقوق الشرعية من وظائفهم واعتقالهم ثم الإفراج عنهم لاحقا، قررت اللجنة عام 1994 فتح مكتب لها في لندن يديره كل من سعد الفقيه ومحمد المسعري. ظهر لاحقا خلاف حول استراتيجية عمل اللجنة قرر على إثره سعد الفقيه مغادرتها وتأسيس الحركة الإسلامية للإصلاح في مارس 1996 وفي المقابل غادر محمد المسعري صفوف حزب التحرير و في 1 مارس 2004 أعلن عن تأسيس حزب التجديد الإسلامي وجاء في بيانه التأسيسي أن هدفه: «العمل الدائب لتحويل كل بلد من بلاد المسلمين إلى دار إسلام، وتطهيرها من رجس الكفر [...] وبذل الجهود الجادة المستديمة لضمها في كيان واحد: كيان دولة الخلافة الإسلامية الراشدة على منهاج النبوة.» – البيان التأسيسي.

## إصلاحيو جدة
إصلاحيو جدة مجموعة من 16 ناشطًا سياسيًا إصلاحيًا غالبهم سعوديون اعتقلت المباحث السعودية 9 منهم في 2 فبراير 2007 في مدينة جدة ثم اتهموا بتمويل أعمال عنف في العراق والتخطيط لتأسيس حزب سياسي، لكن منظمة العفو الدولية ذكرت أن اجتماعاتهم كانت لتأسيس جمعية حقوق إنسان ولصياغة عريضة تدعو للإصلاح السياسي.
في 28 نوفمبر 2007 أصدر فريق العمل المعني بالاعتقال التعسفي في الأمم المتحدة بياناً لصالح التسعة الذين اعتقلوا في فبراير 2007. وفي 10 ديسمبر 2007 اعتقل المدون فؤاد الفرحان بعد أن نفى عن المجموعة تهمة تمويل العنف وأفرج عنه بعد أربعة أشهر دون توجيه تهمة. وفي 3 فبراير 2010 بدأت محاكمة المجموعة ثم أطلق سراح القاضي السابق سليمان الرشودي في 23 يوليو 2011. وفي 22 نوفمبر 2011 وبعد 35 جلسة حكمت المحكمة الجزائية المختصصة بإدانتهم جميعا وسجنهم بما مجموعه 228 سنة ومنع السعوديين منهم من السفر بعد انتهاء مدة السجن بنفس المدة وترحيل غير السعوديين بعد انتهائها.

## حركة خلاص في الجزيرة العربية
حركة خلاص تنظيم سياسي معارض للنظام السعودي يسعى الى تحفيز روح المقاومة في المجتمع واستنهاضه للدفاع عن حقوقه وتغيير الوضع السياسي القائم. وتستند الحركة الى روح الاسلام ومبادئه الرافضة للطغيان والظلم، والدافعة لمواجهتهما، لتحقيق حكم رشيد قائم على العدل والانصاف والمساواة والمواطنة الحقّة. نشاطات الحركة لها أبعاد متعددة: تربوية وسياسية واعلامية، وغيرها، كل ما يستدعيه التغيير من وسائل مشروعة يمكن استخدامه. حركة خلاص تمثل امتداداً لتجربة طويلة من النضال والجهاد، ولديها مخزون من الخبرة والتجربة، جعلها أكثر رشداً ونضجاً. وتمثل الحركة الاتجاه الشيعي في المعارضة السعودية.

## جمعية حسم
جمعية الحقوق المدنية والسياسية في السعودية (تختصر: حسم) جمعية حقوق إنسان غير حكومية سعودية أسسها أحد عشر ناشطا حقوقيا وأكاديميا عام 2009. تهدف الجمعية إلى التوعية بحقوق الإنسان مركزة على الإعلان العالمي لحقوق الإنسان لعام 1948. في 9 مارس 2013 أصدرت المحكمة الجزائية بالرياض حكما في محاكمة حسم وشمِل حل الجمعية ومصادرة أملاكها فورا. شارك في تأسيس الجميعة 11 ناشطًا هم عبد الرحمن حامد الحامد ومحمد فهد القحطاني وعبدالكريم يوسف الخضر وعبد الله الحامد وفهد عبد العزيز العريني ومحمد حمد المحيسن ومحمد البجادي وعيسى حامد الحامد ومهنا محمد خليف الفالح وسعود أحمد الدغيثر وفوزان محسن الحربي وأعضاء غير موقعين بسبب اعتقالهم وقت تأسيس الجمعية هم: سليمان الرشودي وموسى القرني ومنصور العودة.
يتولى رئاسة الجميعة أحد أعضائها بالانتخاب السنوي، فتولى عبد الرحمن الحامد رئاستها لدورة 1431 هـ/2010 ثم تولاها محمد القحطاني لدورة 1432 هـ/2011، ثم تولاها عبد الكريم الخضر في دورة 1433 هـ/2012، ثم تولاها سليمان الرشودي في دورة 1434 هـ/2013 قبل أن يُعتقل ليتولاها نائبه فوزان الحربي، ثم تولاها عيسى الحامد في دورة 1435 هـ / 2014.

## حزب الأمة الإسلامي
حزب الأمة الإسلامي أول حزب سياسي في المملكة العربية السعودية وعضو مؤسس في اتحاد قوى المعارضة في جزيرة العرب إعلن عنه في 9 فبراير 2011. في خطوة تعكس تأثير الاحتجاجات العربية 2010-2011 أكد ناشط سياسي سعودي الشيخ محمد بن غانم القحطاني أنه ينوي تشكيل حزب سياسي هو الأول من نوعه في السعودية، شارك في تأسيس الحزب لواء من الناشطين الإسلاميين والمثقفين السعوديين، من مطالب هذا الحزب إنهاء نظام الملكية المطلقة في السعودية، حيث جاء في بيان الحزب أنه سيشارك في الدفع في عملية الإصلاح السياسي الذي يتطلع إليه عامة الشعب وبكل فئاته في المملكة العربية السعودية ليؤكد على أن الإصلاح السياسي يبدأ بالتخفيف من حالة الاحتقان وتحقيق المصالحة بين الحكومة والتيارات السياسية في الداخل والخارج وإعلان العفو العام وإطلاق كافة سجناء الرأي ودعاة الإصلاح والمعارضين السياسيين وهم بالآلاف من العلماء والمفكرين والوجهاء والدعاة المصلحين، مالبث إن تم حجب الموقع الخاص بالحزب وسجن كل أعضائه.

## مقهى ومكتبة جسور
في مدينة جدة تأسست مكتبة ومقهى جسور كان تجمعاً لنشر الأفكار وأقيمت المحاضرات والندوات واستقطبت لها بعض الشباب من الجنسين، فهي مكتبة تبيع الكتب وهي مقهى مفتوح وهي قاعة محاضرات عامة فهي مجموعة أنشطة مختلفة كانت مكتبة ومقهى جسور تعلن عن محاضراتها وندواتها في الإنترنت ورسائل الجوال وتستقطب غالباً فئة عمرية في أول العشرين من الأولاد والبنات. في لقاء قناة العربية مع أحد رموز المحاضرين في مقهى جسور وهو عبدالله حميد الدين تحدث بكل ثقة أن لديهم أتباع يتواصلون معهم وهم فوق الألف بكثير، كانت الجهات الرسمية في حالة تعجب من تعدد نشاطاتهم فهو مقهى ومكتبة وقاعة لإقامة المحاضرات العلنية وهي تعتبر خروقات نظامية أدت لإغلاق المكتبة، ففي ذات مرة داهمت الهيئة مقهى جسور لمخالفات متعددة، قدراً كان عندهم محاضرة لحميد الدين فنقلت قناة روتانا خبر المداهمة على الهواء في لحظتها، عندما نقلت روتانا خبر مداهمة الهيئة لمقهى جسور كان الخبر متهكماً ومنتقداً، وأما رواد المقهى فقد تكفلوا بشتم هيئة الأمر بالمعروف والنهي عن المنكر في تويتر بعد صدور الأمر الرسمي بإغلاق جسور لمخالفته لأنظمه كانت هناك بعض الأيدي تمتد لإنقاذه.
كان حمزة كاشغري أحد رواد المقهى مع وليد أبو الخير.

## ديوانية الصمود
بعد أن قامت السلطات السعودية بإغلاق مقهى جسور في جدة والذي كان يعتبر مركز تجمع ثقافي لشباب المدينة لمناقشة مختلف القضايا الفكرية، أعلن وليد أبو الخير عن إقامة ديوانية أسبوعية في منزله أطلق عليها اسم صمود. تستضيف الديوانية كل أسبوع مجموعة من الشباب بخلفيات متنوعة لمناقشة مختلف القضايا الفكرية والحقوقية والسياسية بالإضافة إلى العديد من القضايا الثقافية والفلسفية، مع سقف مرتفع جداً من حرية التعبير واحترام الرأي الآخر.

## ديوان لندن
حيث لا تتوفر منصة إعلامية واحدة للنشطاء السعوديين وسط زحمة الفضائيات والمنصات التابعة للسلطات أو لجهات أخرى، فإن ديوان لندن يسعى لإيجاد نافذة قادرة على تعزيز الديمقراطية وقيم الحرية، وتنظم في ذلك البرامج واللقاءات والندوات والفعاليات، لتعزيز قيم الحرية والديمقراطية في المنطقة ورفع الوعي بقيم العدالة الاجتماعية واستثمار وجود النشطاء العرب في المهجر والسعوديين خاصة لذلك، ليساهموا في برامج حرة لا تنتمي لأي نظام أو سلطات، وإنما تنتمي لخيار الشعب فقط، وتسعى لإبراز همومه والحديث عن قضاياه من ناحية، ورفع الوعي بقيم الديمقراطية والحرية من ناحية أخرى.

## مؤتمر المهجر

### المؤتمر الأول
اعتزمت المعارضة السعودية بالخارج إقامة مؤتمر كبير، في ديسمبر 2018 لمناقشة الخطوات التالية في ملف مقتل الصحفي السعودي جمال خاشقجي في قنصلية بلاده بإسطنبول بجانب ملفات أخرى. وقال مدير منظمة القسط لحقوق الإنسان والمعارض السعودي يحيى عسيري إن “ثمة توحداً بين المعارضة السعودية والنشطاء في العديد من الرؤى سواء في الداخل أو الخارج، وحول قضية خاشقجي”.
بات حال المعارضة السعودية في بريطانيا بعد مقتل خاشقجي غير حالها في سنوات عجاف سابقة؛ فأبواب البرلمان فتحت على مصراعيها، ومنظمات المجتمع المدني باتت السعودية عنوانها الأول، وميادين لندن باتت ترحب بصور”السيد منشار”، مع عبارات التنديد بجرائمه في حق اليمن وقتل خاشقجي. مشروعات كثيرة تسعى المعارضة السعودية في بريطانيا للإعلان عنها في مقبل الأيام. ويظل التمويل أحد أكبر تلك العوائق، ولكن العائق الأكبر كما وصفه الضابط السابق بالجيش السعودي عسيري هو حال المواطن السعودي في الداخل.
وتنقسم المعارضة السعودية إلى قسمين؛ الأولى تدعو إلى إسقاط النظام، المتمثلة في الحركة الإسلامية للإصلاح وتنظيم التجديد الإسلامي، والمعارضة السلمية في الداخل التي تدعو إلى إصلاح النظام المتمثلة في جمعية الحقوق المدنية والسياسية في السعودية، أو ما يُسمى التيار الإصلاحي في السعودية.
في سبتمبر/أيلول 2017، وبالتزامن مع حملة الاعتقالات الواسعة التي شنها ابن سلمان في صفوف الدعاة والأكاديميين والإعلاميين، عقد معارضون سعوديون أول مؤتمر لهم في الخارج بمدينة دبلن الإيرلندية، وبحسب المنظمين، فالمؤتمر هو "أول محاولة من نوعها لتشكيل معارضة منظمة تطالب بالإصلاح". المؤتمر شهد إطلاق حركة "مواطنون بلا قيود"، وهي حركة حقوقية سعودية جاء تشكيلها ردا على حملة الاعتقالات والسياسات المقيدة لحريات المواطنين في السعودية، كما شهد إطلاق حركة "معارضيكا" التي تهدف إلى إثراء المحتوى على الإنترنت المتعلق بالنشطاء السياسيين ومعتقلي الرأي في المملكة. من بين الشخصيات المعارضة التي شاركت في هذا المؤتمر الدكتورة مضاوي الرشيد والناشط الحقوقي يحيى العسيري، إضافة إلى عدد من البرلمانيين الإيرلنديين المدافعين عن الحريات.

### المؤتمر الثاني
نظم ديوان لندن مؤتمره السنوي تحت عنوان "المهجر الثاني" كخطوة اعتبرها المنظمون هي الأولى من نوعها لتوحيد المعارضة السعودية حول العالم. وشارك في المؤتمر عشرات المعارضين من مختلف الأيدلوحيات الثقافية والفكرية والدينية مطالبين الحكومات الغربية بوقف دعمها للسلطات السعودية وتغليب مصلحة الشعوب على مصالحها الاقتصادية مع المملكة. وقال الناشط الحقوقي السعودي يحيى عسيري إن الوضع في السعودية اختلف عن السابق، مضيفا:«الجيل الجديد أصبح آكثر وعياً بفضل وسائل التواصل الاجتماعي التي أتاحت للجميع فهم أكثر لمجريات الأمور حول العالم وداخل البلاد.» وأكد العسيري أن المؤسسة الدينية والتي كانت تعتمد عليها السلطة أصبحت بلا مصداقية عند أغلبية المواطنين. وأوضحت الناشطة السعودية وأحد منظمي المؤتمر سحر الفيفي أن المؤتمر يأتي في إطار إنشاء عمل مشترك يجمع المعارضة بهدف الصب في مصلحة المواطن السعودي وتخليصه من الحكم الديكتاتوري الجاثم على صدره لسنين، حسب قولها. حيث يبحث المؤتمر الوضع في السعودية والمخاطر التي تواجه حقوق الانسان في ظل السجل السيئ للحريات، والسياسات القمعية للنظام السعودي وكيفية مواجهتها، اضافة للاضاءة على المعتقلين السياسيين في السجون السعودية.

### المؤتمر الثالث
مؤتمر شامل للمعارضة السعودية في لندن ينتقد النظام السعودي ويتهمه بممارس ارهاب الدولة بحق المعارضين، ويعدّ هذا المؤتمر بمثابة فسحة ليتمكّن المعارضين لآل سعود من التعبير عن رأيهم. حيث عقدت المعارضة السعودية مؤتمرها الثالث في العاصمة البريطانية لندن حيث اكد المشاركون ان النظام السعودي يمارس ارهاب دولة بحق المعارضين، داعين لوضع دستور للبلاد والكشف عن انتهاكات سلطات آل سعود لحقوق الانسان. يسعى النظام في السعودية لإظهار نفسه بصورة منفتحة على العالم وكسب قبول على الساحة الدولية، لكن خلف المشهد العام هذا، مشهد آخر أكثر تفصيلا يتمثل بسجل سيئ لحقوق الإنسان وقمع للحريات دفع بشخصيات سعودية خارج البلاد لتنظيم مؤتمر المهجر للمعارضة في نسخته الثالثة، حيث انعقد في العاصمة البريطانية لندن بمشاركة أكثر من 47 شخصية سعودية إعلامية وأكاديمية وسياسية واجتماعية. وبحث مؤتمر الواقع الحقيقي الذي تعيشه السعودية في ظل التشديد على الحريات وتزايد أعداد المعتقلين السياسيين ومعتقلي الرأي في السجون، والتفرد بالسلطة.
وأكدت الأكاديمية مضاوي الرشيد في افتتاح المؤتمر أن ما أسمته إرهاب النظام السعودي طغى على أي إرهاب آخر، وهو إرهاب الدولة. وأضافت أن الملك السعودي وولي العهد هما من يخترعان القوانين ويلزمان المجتمع بها. وأشارت الرشيد إلى المعتقلين في سجون النظام السعودي، الذي استقطب مطالبهم ونسبها لنفسه للترويج لنهجه داخليا وخارجيا.
الأمير خالد بن فرحان آل سعود شارك في المؤتمر أيضاً وشدد على ضرورة بناء هوية وطنية سعودية بعيداً عن العصبيات القبلية، تمهيداً لعملية التحول الديمقراطي في البلاد. ومن المشاركين المعارض السعودي حمزة الحسن، والمعارض عمر بن عبد العزيز الصديق الشخصي للصحفي جمال خاشقجي، والذي حاولت السلطات السعودية اغتياله في الخارج. ويأتي المؤتمر في وقت تتزايد الدعوات للكشف عن انتهاكات حقوق الإنسان داخل السعودية، والكشف عن مصير المعتقلين والمعتقلات في سجون النظام. هذا فيما دعا المشاركون إلى تشكيل لجنة لوضع دستور للبلاد يراعي الاختلاف المناطقي والسياسي والديني وأهمية تنظيم الاحزاب وتعدديتها. كما شددوا على رفض العنف وكشف مساعي النظام السعودي لتصوير أعمال المعارضة على أنها إرهابية وتهدف لزعزعة الأمن. أما القاعدة التي يعتمد عليها مؤتمر المعارضة السعودية فتتمثل بأن القمع المشترك الذي يمارسه النظام على كل من يعارضه أو ينتقده هو الذي سيوحد المعارضة ويدفعها باتجاه التغيير من الداخل وليس الخارج كما يؤكد المشاركون في المؤتمر.

### المؤتمر الخامس
أكد مؤتمر للمعارضة السعودية في الخارج على ضرورة تشكيل كتلة ضغط أكبر على نظام آل سعود واتخاذ خطوات ملموسة للمزيد من كشف ممارساته القمعية في المحافل الدولية على حد وصفهم. وأنهى مؤتمر المهجر الخامس للمعارضة السعودية أعماله في العاصمة البريطانية لندن بعد عديد الجلسات التي ناقشت الوضع في المملكة؛ والذي رعته مؤسسة “ديوان لندن”. وتلا الأمين العام السابق لحزب التجمع الوطني يحيى عسيري البيان الختامي للمؤتمر الذي يهدف إلى تأسيس وتعزيز دولة الحقوق والمؤسسات، ويشارك فيه مجموعة من المتطوعين و”رابطة المهجر” و”ديوان لندن”. وقال عسيري إن مخرجات المؤتمر أكدت على “تعزيز ميثاق الشرف الأخلاقي الذي تم توقعيه سابقًا، والعودة له عبر مراجعته والإضافة عليه وإيجاد آليات لتعزيزه وتطبيقه على أرض الواقع”. ودعا البيان الختامي إلى “العمل على تأسيس منصة تجمع النشطاء للتعاون وتبادل الخبرات والنقد ومحاولة تفهّم مواقف بعضهم بعيدًا عن الفضاء المفتوح الذي يدخل فيه من لا يريد خيرا للعمل الوطني والمعارضة”. وحث المؤتمر على “العمل على تأسيس منصة تعيد المهاجرين في الخارج للاستقرار وبناء أنفسهم وإعانتهم على طلب اللجوء والدراسة والعلاج وأن يبنوا حياتهم”. وشدد البيان الختامي على ضرورة “التنسيق والتعاون في الأعمال الحقوقية والسياسية المشتركة؛ فهناك عدد من الأعمال محل اتفاق بين أبناء المهجر يمكن التركيز عليها بعيدًا عن نقاط الخلاف”.
وأكد أن “أهم هذه النقاط هي تفكيك الاستبداد وحماية شعبنا المسحوق من القمع المستشري”. ودعا المؤتمر للتعاون في حملات الضغط العالمية لتشكيل كتلة ضغط أكبر على النظام الاستبدادي والتعاون مع المؤسسات الإعلامية والحقوقية وتبادل الخبرات لتشكيل هذا الضغط.
وأوضح عسيري أن “ما يفعله الاستبداد في السعودية يستحق كل الجهود، والعمل المؤسسي والتعاون وتقبل الاختلافات ووضعها في مجالها الطبيعي والابتعاد عن سلوك السلطات ورغباتنا الشخصية”.
وخلال المؤتمر، وقال الأمين العام لحزب التجمع الوطني السعودي عبد الله العودة عبد الله العودة إن ولي العهد محمد بن سلمان يُحاول أن يُضفي على نفسه الطابع الديني، لكن بخلاف الطابع الذي صبغت فيه شرعية الدولة الحديثة. وأضاف العودة أن بن سلمان فشل في تسخير الآليات والمفردات الدينية في الجزيرة العربية لتكون أرضية لتُضفي شرعية على وجوده الحالي، وهو ما خلق أزمة دستورية وشرعية.
وذكر أن فهم النظام السعودي وخصوصًا الملك وولي عهده لمصطلح “ولي الأمر” هو أنه لهذا الولي الحرية المطلقة في التصرف وقيادة الشعب إلى المجهول مهما كلف الأمر، وهو أمر لا يحقّ لولي الأمر التصرف بالحرية المطلقة، باعتبار أنها ليست “توكيلاً عامًا وحرّ التصرف”. وأشار إلى أن النظام السعودي يعتقد أن دوره يتمثل في أنه وكيل عام عن الشعب، في حين أن الانتخابات هو البديل لفكر الوكالة العامة التي يؤمن بها النظام.

## حزب التجمع الوطني
أعلن مجموعة من السعوديين المقيمين في المنفى في دول بينها بريطانيا والولايات المتحدة الأربعاء تشكيل حزب معارض، في أوّل تحرّك سياسي منظم ضد السلطة في عهد الملك سلمان بن عبد العزيز. والسعودية ملكية مطلقة لا تتيح المجال لأي معارضة سياسية. ويأتي تشكيل حزب التجمع الوطني في العيد الوطني التسعين للمملكة وسط حملة قمع متزايدة ضد المعارضة. وجاء في بيان صادر عن أعضاء المجموعة «نعلن تأسيس حزب التجمع الوطني الذي يهدف إلى ترسيخ الديمقراطية في نظام الحكم في المملكة العربية السعودية»، دون أن يذكر عدد الأعضاء.
ويقود الحزب الناشط الحقوقي المقيم في لندن يحيى عسيري، ومن بين أعضائه الأكاديمية مضاوي الرشيد والباحث سعيد بن ناصر الغامدي وعبد الله العودة المقيم في الولايات المتحدة، وعمر بن عبد العزيز المقيم في كندا. وقال يحيى عسيري الأمين العام للحزب: «نعلن انطلاق هذا الحزب في لحظة حرجة لمحاولة انقاذ بلادنا … لتأسيس مستقبل ديمقراطي والاستجابة لتطلعات شعبنا». وقال بيان الحزب إن التأسيس يأتي في وقت «أصبح فيه المجال السياسي مسدودا في كل الاتجاهات».
وذكر البيان أن «الحكومة تمارس العنف والقمع باستمرار مع تزايد الاعتقالات السياسية والاغتيالات والسياسات العدوانية ضد دول المنطقة والاختفاء القسري ودفع الناس إلى الفرار من البلاد». وقال العودة الذي اعتقل والده الداعية سلمان العودة في السجن في سبتمبر 2017 ويواجه عقوبة الإعدام، إن تشكيل الحزب المعارض خطوة طال انتظارها. وتابع أنّ الهدف منه «تحصين» المملكة من «الاضطرابات والديكتاتورية المطلقة وتمهيد الطريق للديموقراطية ضمن انتقال سلمي».

## مشروع حركة مقسطون
هو مشروع حركة لكل الذين يؤمنون بالقسط والعدل والمساواة، ويطمحون لبناء الأرض ونشر الخير والسلام، ويسعون لمقاومة الظلم والطغيان بكافة أشكاله أيًا كانت مصادره. أهداف المشروع تتمثل تعاون وتكاتف من يؤمنون بالقسط، والتشارك في المشاريع للإسهام في نشر العدل والتصدي والحد من الظلم وإعمار الأرض ودعم الإنسان وحقوقه والإسهام في تأمين حياة أكثر أمنًا وسلامًا وكرامة، ونشر هذا الجو في أكبر مساحة ممكنة.
أما الأهداف المرحلية فهي وضع رؤية معتدلة مرضية للجمهور وتجميع أكبر قدر من المتعاطفين حوله للعمل من أجله وحفظ الجمهور من الاضطرار إلى مساندة الظلم بأي شكل وبأي من صوره، أو الحكم الاستبدادي، أو قوى الاحتلال الخارجي، أو استهداف الأبرياء وحفظ الجمهور من التضحية بطرق ووسائل غير محسوبة، مكلفة ونتاجها ضعيف وصناعة هوية حقيقية وواضحة لمن يؤيدون العدالة وتأطير وتوظيف جهودهم بما يحقق أهداف حقيقية وبناء قاعدة تنظيم وتعاون بين هذا الجمهور وتقليل المخاطرة على المناضلين ورفع كفاءة العمل المقاوم للظلم والمعارض له والاستفادة من الخبرات والتجارب والمعلومات وتوظيفها جميعًا فيما يصب في مصلحة الإنسان.
تعتبر السعودية هي نقطة بدأ العمل ويلتحق بالحركة كل شخص يؤمن بوجوب رفض الظلم، ويسعى لمكافحته، ويريد بناء وطنه على قيم عادله، يتساوى فيها تحت القانون الرئيس والمرؤوس والغني والفقير وكل أطياف المجتمع وتسجل أسماء أعضاء الحركة لدى أمانة الحركة كما تعمل الحركة على ترتيب الجهود لخلق بيئة آمنة لتعاون مشترك بين منتسبيها، وليستفيد كل منهم من الآخر، وليتنامى أعداد منتسبي الحركة وتنتشر قيمها وتعمل الحركة على دعم ومساعدة كل المشاريع التي تصب في مكافحة الظلم والاستبداد وتسهم في توسيع أفكار الحركة وقيمها وتدعم العدالة وترعى الحركة الأعمال السياسية والحقوقية والإعلامية التي تدعم أفكار الحركة.
السعودية هي النطاق الجغرافي الابتدائي للحركة، فالإيمان بالقسط والعدل والمساواة كقيم بنائة للجميع لا تحده حدود، ويجب أن يمتد إلى كل أنحاء الأرض، ولكن العمل على الأرض يتطلب الاعتراف بالواقع والعمل وفق ظروفه، ووفق الحدود الجغرافية والسياسية، فحركة المقسطون تعمل ابتداء في النطاق الجغرافي المعاصر الذي ولدت فيه، وهو مايسمى حاليًا بالسعودية، ولكنها لا تتمسك بهذا النطاق كقيمة لا تقبل التغيير، فتغير الجغرافيا السياسية وارد وقد يكون مفاجئ، ولا مانع من توسيع النطاق وفق الظروف بما لايتعارض مع الواقع ومع الممكن.

## ميثاق شرف العمل السياسي للمعارضة السعودية
أعلنت المعارضة السعودية في الخارج عن أول مبادرة ميثاق شرف للعمل السياسي في السعودية وجاء ذلك في العاصمة البريطانية لندن بعد توحيد جهود المعارضة السعودية في الداخل والخارج، حيث تم الاتفاق والإعلان عن بنود المبادرة التي تتكون من 26 بندا رئيسيا واستمرت المشاورات بين رموز المعارضة السعودية المتواجدين في جميع أنحاء العالم ما يقرب من 5 أشهر منذ اجتماع لندن في ديسمبر 2018، وذكر المحامي والناشط السعودي سلطان العبدلي أن 40 شخصية سعودية معروفة من كل من كندا والولايات المتحدة الأمريكية والمملكة المتحدة ولبنان وأستراليا وإيرلندا قد وقعوا على ميثاق شرف للعمل السياسي حتى الآن، وأوضح أن الشخصيات الموقعة على الميثاق تضم إسلاميين وغير إسلاميين سنة وشيعة نساء ورجال، الجميع خرج بقناعة أنه يجب أن يكون هناك شعب واحد لا تفرقه العنصريات أو الطائفية، وأشار " العبدلي" إلى أنه ربما يعلن عن تشكيل حزب مهم وخطوات سوف تكون أكثر جوهرية لتنظيم العمل السياسي للمعارضة السعودية في الخارج.
تعتبر مبادرة ميثاق شرف للعمل السياسي من قبل المعارضة السعودية جاءت لتوحيد الرؤية وليس الرأي وتوحيد الصف وليس توحيد الكلمة، وأضاف " العبدلي" أن طموح الجيل الجديد منعقد على خطوات تلحق هذه الخطوة، وهي في الاتجاه الصحيح ومهمة، لأنها جاءت في مرحلة صعبة وخطرة، وذكر " العبدلي" أنه لولا الدور الفاعل الذي قام به الأخوة في المملكة المتحدة وفي البلدان الأجنبية الأخرى لما خرج هذا الميثاق بنجاح، وكما نرى فإن المملكة المتحدة تضم العديد من الرموز المعارضة السعودية فهي القلب، وفي الدول الأجنبية يوجد بها رموز أخرى، وقال "العبدلي" هذا الميثاق جاء استجابة لتطلعات الكثير من أبناء شعبنا في الداخل وفي المهجر، حيث كان من قبل هناك رمزين للمعارضة في المهجر هما الدكتور "محمد المسعري" والدكتور "سعد الفقيه"، ومع تزايد أعداد الناشطين المعارضين من الشباب ومتوسطي الأعمار،أصبح هناك ضرورة لوضع ميثاق للعمل المتكامل والمنسق.
ومن بين الداعمين لهذا الميثاق كل من "ديوان لندن" في بريطانيا وحركة "كرامة" المعارضة السعودية، وأطلقت المعارضة السعودية مبادرة وثيقة العمل السياسي على موقع الانترنت، للانضمام إلى هذه المبادرة والمطالبة بالتوقيع عليها، ويؤكد أول بند في هذا الميثاق على رفض الاستبداد ومكافحة كافة أشكال الظلم والتصدي لكل الأطماع الخارجية، وتعزيز العمل السياسي واحترام اختلاف الآراء.
وتضم بنود المبادرة أيضا احترام الهوية العربية والإسلامية وضمان عدم ازدراء الإسلام ومذاهبه وجميع الأديان والمعتقدات الأخرى، ويعتبر الشعب هو صاحب القرار يختار طريقه في تحديد مستقبله دون وصاية من حاكم أو حزب، كما تضمنت بنود المبادرة على ضرورة التزام جميع الأحزاب والتنظيمات والأفراد بعدم التبعية للخارج كضمان أن يكون واجهة لغيره.

## لقاء المعارضة في الجزيرة العربية
تحت عنوان "لقاء المعارضة في الجزيرة العربية"، نظم "حزب الله" اللبناني، الأربعاء، فعالية لمعارضين سعوديين في معقله بضاحية بيروت الجنوبية، لإحياء ذكرى إعدام رجل الدين الشيعي نمر باقر النمر وذلك بعدما شهد لبنان في الفترة الماضية أكبر أزمة دبلوماسية مع دول الخليج. ونقلت الوكالات عن المعارض السعودي المقيم في بيروت علي هاشم الحاجي لدى سؤاله حول هدف المشاركين في هذا المؤتمر قوله:«إسقاط النظام السعودي.» وحضر المؤتمر شخصيات معارضة سعودية وأعضاء من جماعة الحوثي اليمنية المدعومة من إيران، وكان الهدف المفترض من التجمع هو إحياء ذكرى النمر الذي أعدمته السعودية في كانون الثاني 2016 ضمن عملية إعدام جماعية شملت 46 شخصا آخر ممن اتهمتهم في قضايا تتعلق بالإرهاب.
وفي ديسمبر 2021 عقدت جمعية الوفاق الوطني البحرينية المعارضة مؤتمرا صحفيا في العاصمة اللبنانية اتهمت النظام في المملكة بارتكاب انتهاكات لحقوق الإنسان. وعلى الفور، أعلنت الحكومة اللبنانية، حينها عن إدانتها ورفضها لما وصف بأنه "تطاول على مملكة البحرين"، بعد أن أصدرت وزارة خارجية البحرين بيانا أعربت فيه عن "أسفها من استضافة العاصمة اللبنانية بيروت مؤتمرًا صحفيا لعناصر معادية". كما وجه البعض كتابا إلى المديرية العامة للأمن العام طالبا بـ"اتخاذ كل الإجراءات والتدابير الآيلة إلى ترحيل أعضاء جمعية الوفاق البحرينية من غير اللبنانيين إلى خارج البلاد".

## المعارضة المسلحة

### الجماعة السلفية المحتسبة
في عام 1979 اقتحم داعية سلفي وأتباعه المسجد الحرام بمكة. أدخلت المجموعة أسلحة في نعوش أتوا بها بحجة الصلاة على روح أصحابها، لتعلن اكتمال شروط الساعة لحلول المهدي المنتظر .حاولت السلطات السعودية السيطرة على الأمر لكنها فوجئت بصلابة المقاومة من المجموعة المسلحة المعروفة باسم الجماعة السلفية المحتسبة وقائدها جهيمان العتيبي. رغم أن حدث السيطرة على الحرم المكي هز أركان العالم الإسلامي لكن التغطية الإعلامية للحدث كانت شبه معدومة.
لم يكن مصلو الفجر في الحرم المكي في الأول من محرم سنة ١٤٠٠ هجرية يتوقعون أكثر من أجواء التقوى و الصلاة في أكثر أماكن المسلمين قدسية، لكنهم كانوا على موعد مع حدث غريب لم يكن أحد يتخيل أنه ممكن الحدوث. دخلت مجموعة من الرجال إلى الحرم وأدخلوا أسلحة فردية في نعوش أتو بها بذريعة الصلاة على أصحابها. المفاجئة لم تقتصر على ذلك بل بث المسلحون خطابًا يعلنون فيه اكتمال شروط الساعة لمجيء المهدي المنتظر، وقدموا الحجج والبراهين على ذلك الأمر.
كان لذلك الحدث وقع كبير على السلطات السعودية فحاولت لملمة الوضع بسرعة، لكنها فوجئت بصلابة المقاومة من المسلحين. اكتشفت السلطات سريعاً أن المجموعة المسلحة معروفة أصلاً باسم الجماعة السلفية المحتسبة وقائدها جهيمان العتيبي. ولم تكن المملكة جاهزة لمثل هذا التهديد الداخلي فساد نوع من الضياع والتردد حول كيفية التعامل مع الوضع.
طرد المسلحون من مبنى الحرم بعد خمسة أيام من القتال العنيف لكنهم لجأوا إلى طابق تحت أرض الحرم حيث توجد عشرات الغرف. وكان على السلطات حسم الوضع بأسرع وقت ممكن لإعادة الأمن وشعائر العبادة إليه والقبض على المسلحين أحياء لمحاكمتهم. واتجهت السلطات الى الدولة الفرنسية تفادياً على الأرجح لردة الفعل في حال الاستعانة بالولايات المتحدة التي كانت صحافتها قد سربت خبر احتلال الحرم الى العالم. وتعهدت الدولة الفرنسية بإرسال فريق من ثلاثة ضباط من وحدة مكافحة الإرهاب السباقة في هذا المجال وهي الجي إي جي أن. ودربت الوحدة الفرنسية القوات السعودية على استعمال الغاز ووضعت خطة لإجبار المسلحين على الخروج من الطابق السفلي. وانتهى الحصار باستسلام ما تبقى من المسلحين وأعضاء عائلاتهم وأعدم ثلاثة وستون منهم في الساحات العامة في مختلف مدن المملكة، وكان أولهم جهيمان العتيبي.
نتمي معظم المشاركين في حصار الحرم المكي إلى ما يسمى بالجماعة السلفية المحتسبة. تأسست الجماعة وبحسب ما رواه بعض أعضائها، عام ١٩٦٦ وكانت المملكة العربية السعودية تشهد في ذلك الحين موجة انفتاح على الحداثة أقلقت الكثيرين ومنهم هؤلاء الأشخاص، لأنها صرفت المسلمين عن ممارسة دينهم بالشكل الذي يرونه صحيحاً. و هالهم بالإضافة الى ذلك أمر انتشار دعوات اتهموها بنشر البدع في المملكة ومنها جماعة التبليغ.
قدمت الجماعة نفسها على أنها تهتم بقضايا التوحيد و نبذ التمذهب وتحكيم الكتاب والسنة. وغلب عليها فكر تيار أهل التوحيد الذي يِعرف باهتمامه الشديد بعلم الحديث والأخذ بظواهره عمومًا والذي يمثله الشيخ ناصر الدين الألباني. وتميزت الجماعة بطابعها الدعوي وعاش أعضاؤها حياة متواضعة متنقلين في أرجاء المملكة مع التركيز على المناطق النائية والضواحي المتواضعة. كان مقرهم في الحارة الشرقية في المدينة المنورة وعرف ببيت الإخوان.

### حزب الله الحجاز
عاد اسم حزب الله الحجاز إلى واجهة الأخبار بعد الاعلان عن القبض على القيادي وقائد الجناح العسكري بالحزب أحمد المغسل وذلك بعد 19 عاماً من هروبه اثر متابعة نجحت باصطياده.
وهذا الحزب وباعتباره تنظيماً عسكرياً تعود نشأته إلى حراك الحرس الثوري الى ايجاد موطئ قدم لهم في السعودية للقيام بعمليات انتقامية بعد أحداث الحج عام 1987.
حيث يذكر بأن تلك الحادثة قد سبقتها حوادث مشابهة عندما شرع النظام الايراني في تسييس موسم الحج بالايعاز والطلب من حجاجه العقائديين برفع وترديد شعارات الحج بما يتنافى اصلاً مع طبيعة هذه المناسك الروحانية وبما يصطدم مع الانظمة والقوانين المطلوب الالتزام والتقيد بها من زوار البلدان الاخرى.
وكانت المجموعة الاولى التي تأسس حزب الله الحجاز منها هي مجموعة منشقين مما كان يُعرف عن حركة الطلائع الرسالية او الرساليين المعروفين شعبياً في المنطقة باسم الشيرازيين وقد تدرب هؤلاء في معسكرات الشيرازيين التي فتحتها لهم طهران آنذاك.
في تلك الفترة كان بمدينة قم الايرانية مجموعة من المعممين السعوديين المنحازين والمتعاطفين مع انقلاب خميني ومع خميني باعتباره الولي الفقيه.
وفي عام 1989 تحول خطهم من الخط الديني المذهبي الى الخط السياسي الخميني علناً وأصدروا مع حزب الله الحجاز مجلة شهرية من بيروت تعبّر عن توجهاتهم وتدعو الى الالتزام تحت قيادة الولي الفقيه.
وأحمد المغسل هو الأمين العام لحزب الله الحجاز. وهو من باب الشمال بالقطيف ويلقب المغسل بـ «أبو عمران» او القطيفي ولد عام 1967. وقد هرب من السعودية مبكرا والتحق بمعسكرات طلائع الرساليين في ايران وكان قد درس في حوزة القائم في طهران قبل ان يتوارى عن الانظار. وقد قاتل بجانب حزب الله اللبناني. وقد اقام لفترة طويلة في جنوب لبنان. واللافت ان قوات الجيش السوري قبضت عليه في نهاية الحرب الاهلية اللبنانية وقد مكث في السجن السوري 12 يوماً فقط ثم اطلق سراحه بعد ان تدخل حزب الله اللبناني طالباً الافراج عنه. وعرف عن المغسل حذره الشديد وشكه في كل من حوله.
وحزب الله الحجاز قام بالعديد من العمليات وبعضها تم اكتشافها قبل حدوثها ومنها محاولة تفجير مصفاة النفط في شركة ارامكو في رأس تنورة عام 1988.
فزرع أحد أعضاء الحزب عبوةً في المصفاة وقد لاحظ احد الموظفين ان جسماً غريباً يلتصق بالمصفاة فأبلغ عنه الأمن الذين استدعوا خبراء المتفجرات لنزع فتيل القنبلة الى جانب عمليات أخرى.
قام الحزب في التسعينات بتجنيد شباب ممن يؤمنون بخط خميني من خلال المواكب الحسينية التي تعد بيئة خصبة للتجنيد بالإضافة الى تجنيد الشباب في الحزب المذكور من خلال الزيارات الى السيدة زينب بدمشق حيث اقنعوا الشباب بضرورة الدفاع عن الطائفة بوصفها مستهدفةً ومظلومة من المكوّن الاجتماعي الآخر.
وكان التدريب بحسب قادة حزب الله الحجاز «يهدف الى الاستعداد لنصرة صاحب العصر والزمان».
وقد سافر عدد من كوادر الحزب الى جنوب لبنان للتدريب على السلاح وكان المغسِّل المقيم في الضاحية يستقبل الافراد بنفسه ثم يوجههم الى معسكرات التدريب العسكري بإشراف عسكريين من حزب الله اللبناني.

### القاعدة في بلاد الحرمين
ظهرت حركة الصحوة في السعودية في بداية التسعينيات وقامت بالعديد من الاعتصامات، الحكومة السعودية واجهت هذه الحركة بحملة من الاعتقلات حيث اعتقل مايقارب 110 شخص من بينهم سلمان العودة، وسفر الحوالي. ونتج عن هذه الاعتقالات انتفاضات في منطقة بريدة والرياض. خلّف قمع هذه الحركة أثرًا كبيرًا في الحركة الجهادية، حيث أقتنع الاسلاميون بأن قمع الحكومة السعودية لهم برهانًا على الطابع الغير اسلامي للحكومة السعودية، وعلى خضوعها للحكومة الأمريكية، وعلى عدم جدوى الاحتجاج السلمي وأنه ليس أمامهم خيار سوا اللجوء إلى العنف. وأنطلقت أول شرارة الأحداث في 11 نوفمبر 1994، عندما قام شاب غاضب على حملة الاعتقالات ضد أعضاء حركة الصحوة يدعى عبد الله بن عبد الرحمن الحضيف بسكب مادة حارقة على عقيد في المباحث العامة يدعى سعود الشبرين. ألقي القبض على عبد الله بن عبد الرحمن الحضيف بعد وقت قصير من هجومه، ثم أعدم في السجن في 12 أغسطس 1995، وزعم الاسلاميون بان الحضيف تعرض للتعذيب من قبل أفراد المباحث العامة حتى الموت. وتلقى الاسلاميون خبر إعدام الحضيف بغضب شديد وأطلقوا عليه لقب الشهيد وأصبح الحضيف رمز عند الاسلاميون. وأتهم الاسلاميون الحكومة السعودية بفتح «باب الدم».

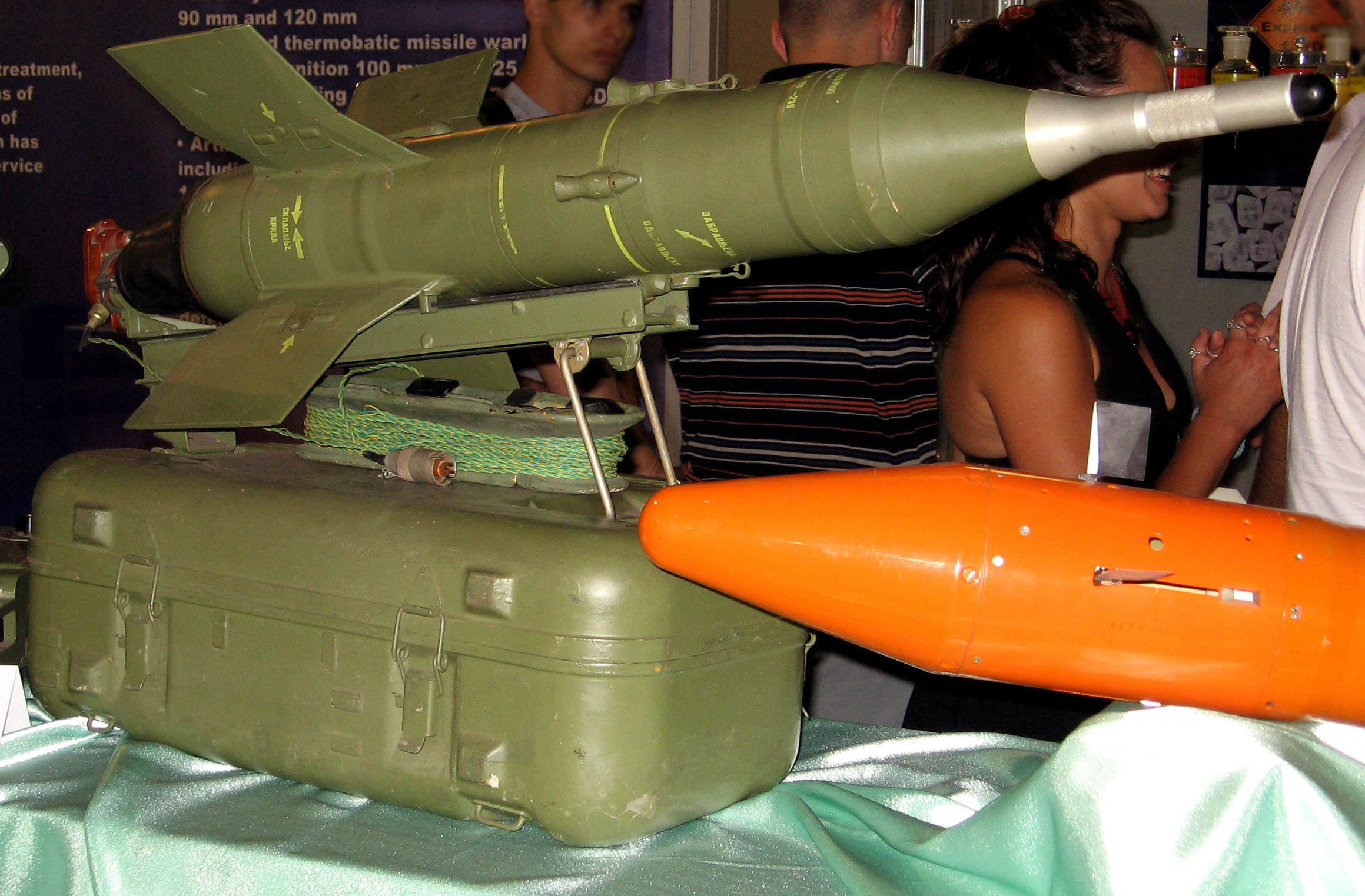
صاروخ ساغر مشابهه للصورايخ التي هربت إلى حدود السعودية لاستهداف القنصلية الأمريكية في جدة في يناير 1998.

قرر مجموعة من أصدقاء عبد الله الحضيف، وهم: رياض الهاجري، وخالد السعيد، وعبد العزيز المعثم، ومصلح الشمراني الذي ذكر أنه قال: «والله لا نكون رجالًا إن لم نثأر للشيخ عبد الله.» الإنتقام من الحكومة السعودية من خلال إستهداف مجمع تستخدمه شركة فينيل التابعة للجيش الأمريكي والتي تعمل على تدريب الحرس الوطني في وسط العاصمة الرياض بسيارة مفخخة بعبوة متفجرة تزن 100 كيلوغرام في 13 نوفمبر 1995، وكانت نتيجة الهجوم مقتل 5 جنود أمريكيين وهنديان، وأصيب مايقارب 60 شخص آخر بجروح. دفع تفجير الرياض الحكومة السعودية بالقيام بحملات إعتقالات واسعة طالت العائدين من الجهاد في أفغانستان والبوسنة والهرسك، وأخضعت المعتقلين لاستجوابات قاسية، من أجل التعرف على المذنبين. أُلقي القبض على نحو 200 شخص، منهم 30 شخصًا من أعضاء الجماعة الليبية المقاتلة. حدث بعد تفجير الرياض تطور بارز جدًا ففي شهر يناير لعام 1998، ألقت قوات الأمن العام على مجموعة من المسلحين المزودين بصواريخ ساغر المضادة للدبابات في جنوب السعودية. وكان الهدف من تهريب الصواريخ من اليمن إلى السعودية هو أستهداف القنصلية الأمريكية في جدة بهذه الصواريخ أثناء زيارة نائب رئيس الولايات المتحدة آل جور للسعودية.
جماعة تنظيم القاعدة في جزيرة العرب أو في بلاد الحرمين هي الفرع السعودي لتنظيم قاعدة الجهاد العالمي وتأسست في أواخر التسعينات الميلادية على يد يوسف العييري الملقب بالبتار وتوقف نشاطها في العام 2009 بعد اندماج الفرع السعودي للقاعدة مع الفرع اليمني في تنظيم واحد أطلق عليه اسم تنظيم القاعدة في جزيرة العرب 

## المعارضة الحقوقية

### المنظمة الأوروبية السعودية للحقوق الإنسان
هي منظمة غير ربحية تم إنشائها من قبل مجموعة من الناشطين تهدف إلى تعزيز الالتزام بمبادئ حقوق الإنسان في المملكة العربية السعودية. تتمثل رؤية المنظمة بتوسيع مساحة حقوق الإنسان في كافة مجالاتها بأكبر قدر ممكن، بالعمل على حث المعنيين من تشريعيين أو تنفيذيين على تفعيلها، وبتمكين المواطنين من الحصول حقوقهم من خلال التثقيف والمعرفة. تهدف المنظمة لتحسين الحالة الحقوقية في المملكة العربية السعودية. وتعزيز مكانة القيم والمبادي الحقوقية المنضوية في الشرعة الدولية لحقوق الإنسان. والتثقيف والتوعية الحقوقية. ودعم النشطاء الحقوقيين. والتفعيل الإعلامي للقضايا المتعلقة بحقوق الانسان.
أما وسائل تتكون من توثيق ورصد إنتهاكات حقوق الإنسان. والتواصل والعمل والتفاعل مع المنظمات والهيئات الحقوقية ومؤسسات المجتمع المدني. واصدار التقارير الحقوقية، والبيانات والمناشدات ذات الصلة. وعقد فعاليات متنوعة مثل المؤتمرات والندوات والمعارض. وتدريب المهتمين والراغبين في الإنخراط في مجال حقوق الإنسان. وتعزيز العلاقة مع المؤسسات والأفراد، والتعاون في المجالات المشتركة. ودعم ومساندة ضحايا الإنتهاكات وفق الإمكانيات المتاحة. ترتكز المنظمة بعملها على الاتفاقيات والمعاهدات الدولية والإقليمية الخاصة بحقوق الإنسان. وأنظمة المملكة العربية السعودية وتشريعاتها ذات العلاقة بحقوق الإنسان المتوائمة مع القانون الدولي. والأنظمة الاوروبية لحقوق الانسان.

### منظمة سند الحقوقية
منظمة سند الحقوقية - مسجلة رسمياً في بريطانيا - تدافع عن الحقوق السياسية والمدنية في السعودية، وترصد انتهاكات حقوق الإنسان، وتكشفها للمؤسسات السياسية والمدنية والحقوقية والإعلامية في العالم وأن تكون صوت لكل الأحرار من المعتقلين والمظلومين والنشطاء والحقوقيين. وعلى صفحتها الرسمة ذكرت:
تعمل منظمة سند من خلال مسارات:
أولا المسار الإعلامي
ويهدف إلى التعريف بالحالة الحقوقية في السعودية عالمياً، من خلال مختلف الوسائل والمنصات والقنوات الإعلامية. إضافة إلى إعداد التقارير الحقوقية الدورية، وإقامة المؤتمرات والندوات التي تبين الواقع الحقوقي في السعودية.
ثانيا المسار القانوني
ويهدف إلى بناء قواعد البيانات الخاصة بالانتهاكات الحقوقية في السعودية، وجمع الأدلة والقرائن ذات العلاقة والتحرك قانونياً وقضائياً في هذا المسار ضدّ كل المتورّطين.
ثالثا مسار العلاقات العامة
ويهدف إلى التواصل وبناء العلاقات مع الأشخاص والكيانات الفاعلة التي يمكن أن يكون لها تأثير للتعريف بالواقع الحقوقي السعودي والضغط لتحسينه.
وتحترم المنظمة كافة مكونات المجتمع، الدينية والفكرية والثقافية والاجتماعية، بتوازن وتصالح، بعيداً عن أي استقطاب أو تصادم. وتهتم بالإنسان وبهمومه وآلامه من دون تفرقة أم تمييز. كما تؤكد المنظمة تدعو المنطمة إلى حل مشكلات حقوق الإنسان بالطرق السلمية، وتنبذ العنف وتدعو إلى احتوائه بما يعزز الاستقرار والتنمية والتقدم. وتؤكد المنظمة على الالتزام الصارم بالمبادئ المهنية الأساسية للعمل الإنساني، وفقاً للميثاق المهني العالمي للمنظمات الإنسانية العالمية.

### منظمة قسط لحقوق الإنسان
منظمة القسط لحقوق الإنسان منظمة مستقلة غير حكومية أسسها في 2014 المدافع عن حقوق الإنسان يحيى عسيري بغرض تكريس حقوق الإنسان في السعودية. استنادًا إلى القانون الدولي لحقوق الإنسان والمعايير الدولية تدافع المنظمة عن الحقوق الأساسية لجميع الناس دون تمييز على أساس العرق أو اللون أو الجندر أو اللغة أو الدين أو الهوية أو الأصل الاجتماعي. تجري في القسط أبحاثًا على الأرض وتعمل على حملات قانونية وإعلامية بالنيابة عن ضحايا انتهاكات حقوق الإنسان. تطمح المنظمة إلى ترسيخ احترام حقوق الإنسان لجميع الناس في السعودية، وإلى مستقبل يتمتع الناس فيه بالحرية في التعبير السلمي عن الآراء والمعتقدات دون خوف من قمع أو رقابة أو سجن، وحيث القضاء نزيه ومستقل ويعامل المساجين بإنسانية ويحفظ حقوقهم، وحرية العقيدة مضمونة للجميع وحقوق العمّال المهاجرين مكرّسة، وحيث النساء متمكّنات من المساهمة بمساواة في المجتمع.
لدى المنظمة شبكة واسعة من المصادر داخل السعودية تمكنها من رصد انتهاكات حقوق الإنسان على الأرض وتسليط الضوء عليها وإيصالها إلى المجتمع الدولي، ولديها فريق يحلل المعلومات ويقوم استنادًا إليها بنشر الأخبار والبيانات العاجلة والأبحاث المطولة، بما فيها تقرير المنظمة السنوي. تعد القسط أحد المصادر الرئيسة للمعلومات حول قضايا حقوق الإنسان في السعودية وهي لذلك تؤدي دورًا في إعلام الجهات الفاعلة في المجتمع المدني والجهات السياسية والتجارية والإعلام وعموم الناس.
تعمل منظمة القسط على تقديم قضايا انتهاك حقوق الإنسان الفردية منها والمعنية بموضوع أو نسقٍ معين إلى مختلف الأجهزة الدولية والإقليمية والوطنية، بما فيها منظومة حقوق الإنسان التابعة للأمم المتحدة ومؤسسات الاتحاد الأوروبي والبرلمان البريطاني والدبلوماسيين والشركات المتعاملة مع السعودية، وذلك بهدف تشجيع صنّاع القرار على تبنّي سياساتٍ معينة تزيد الضغط على السلطات السعودية لتحسين وضع حقوق الإنسان على الأرض.
تجري القسط حملات عالمية عبر وسائل التواصل الاجتماعي بمواد بصرية، وعبر وقفات احتجاجية لرفع الوعي بانتهاكات حقوق الإنسان في داخل السعودية، وتشارك القسط دوريًّا في جلسات مجلس حقوق الإنسان للأمم المتحدة وتعقد فعاليات عامة، بما فيها المؤتمر السنوي الذي تجمع فيه حفنةً من الخبراء المختصين بالسعودية لمناقشة مختلف الموضوعات الحقوقية السعودية، ويشارك أعضاء القسط في العديد من البرامج الإخبارية والمقابلات الصحفية وتستشهد بعمل المنظمة العديد من المنصات الإعلامية الدولية.

### مؤسسة ذوينا
شهدت العاصمة الفرنسية باريس حفل تدشين مؤسسة "ذوينا" المعنية بحقوق ذوي المعتقلين في سجون السعودية. وخلال الحفل، تحدث المدير التنفيذي لمؤسسة "ذوينا" "عبد الحكيم الدخيل"، عن صعوبات وتحديات تواجه المظلومين ودعا إلى "توحيد الجهود في مد يد العون لمعتقلي الرأي وأهاليهم"، وتشجيع هؤلاء المظلومين"على أن يساهموا في الدفاع عن أنفسهم وذويهم بكل الوسائل المتاحة". وتضمن حفل التدشين ندوة حقوقية عن قيود السفر بالمملكة، شارك فيها كل من "أنور الغربي" الأمين العام لمجلس جنيف للعلاقات الدولية، و"توفيق الحميدي" رئيس منظمة "سام" للحقوق والحريات. وتناول "الغربي" و"الحميدي"، في مداخلتيهما، محاور عدة، منها: حرمان عوائل المعتقلين من السفر، والأسباب التي تحول دون سفرهم، والموقف القانوني من منع ذوي المعتقلين من التنقل والسفر. كما شمل الحفل فيديو تعريفيا بمؤسسة "ذوينا" ومجلسها الإداري وأهدافها ومشاريعها.
وحضر الحفل عدد من مؤسسي "ذوينا"، وعلى رأسهم "عبدالحكيم الدخيل" مدير المؤسسة، و"عبد الله الغامدي" عضو مجلس الإدارة، وعدد من الحقوقيين والسياسيين وأصحاب الرأي. وتعتبر مؤسسة "ذوينا" من المؤسسات الحقوقية التي تدافع عن المعتقلين في السعودية، والمسجلة بشكل رسمي في الولايات المتحدة بولاية فرجينيا، وترفع شعار "ذوينا عزوتكم". وتعمل المؤسسة على توحيد جهود أهالي وأقارب المعتقلين وذويهم، وتقديم يد العون لهم في الداخل والخارج، من أجل المساهمة في الدفاع عن ذويهم المعتقلين بكافة الوسائل المتاحة ورد حقوقهم الاعتبارية والمادية. وتهدف المؤسسة، وفق إدارتها، إلى الانتصار لحق معتقلي الرأي، والعمل على الإفراج عنهم ورد الاعتبار لهم. كما أنها تعمل على التعريف بمعاناة المعتقلين وذويهم للرأي العام والمؤسسات الدولية، من خلال إقامة المؤتمرات والندوات، وإطلاق الحملات الإعلامية. وتهدف أيضا إلى توفير الدعم القانوني والاجتماعي لأهالي المعتقلين، وتقديم الاستشارات لهم بواسطة خبراء دوليين، وتكثيف الجهود والتعاون مع الجميع للضغط على المجتمع الدولي والنظام لإطلاق سراح المعتقلين، وإطلاق مبادرات لرعاية وتقديم الدعم لأقارب المعتقلين وذويهم في الخارج.

## شخصيات

### سحر الفيفي
احتفت المعارضة السعودية “سحر الفيفي” المقيمة في مدينة “ويلز” البريطانية، بفوزها بجائزة “المرأة البريطانية المسلمة” لعام 2020. وتُعرّف سحر نفسها على موقعها الإلكتروني، بأنها “متخصصة” في علم الوراثة، وناشطة اجتماعية، وتدعو المسلمين إلى التحالف لتشكيل قاعدة بشرية تشارك في الترحيب باللاجئين، ومناهضة العنصرية، وتمكين المرأة، ومناهضة الإسلاموفوبيا.
وكانت سحر الفيفي تشغل في السعودية عدة مناصب قيادية لتنمية قادة المستقبل من خلال التغلب على عقلية “الضحية للمرأة والمسلمين”. وتلقت سحر انتقادات كثيرة على خلفية نشاطها الحقوقي، ومعارضتها سياسة ولي العهد السعودي محمد بن سلمان، ووصفها المملكة بأنها “معتقل كبير”، حتى إن البعض نصحها بالاكتفاء بالإسلاموفوبيا كقضية لها، لكنها كما قالت في مقطع فيديو إن “الحق لا يتجزأ، والعدالة لا تتجزأ أيضا”. وفي السعودية، تبنت سحر حملة للمطالبة بالإفراج عن الناشطة “نهى البلوي” التي اعتُقلت على خلفية اعتراضها على “التطبيع” السعودي مع الاحتلال الإسرائيلي. وعندما قررت التضامن مع الداعية سفر الحوالي انتقدها أبناء قبيلتها، حتى إنهم أعلنوا التبرؤ منها.
وتعد سحر الفيفي جزءا من الحملة المستمرة بقيادة زعيمة حزب المحافظين سعيدة وارسي لحماية المسلمين ومناهضة الإسلاموفوبيا. لكن سحر تواجه أزمة مع نقابها، في مجتمع يراه مثقفوه رمزا لكراهية النساء، والدعوة إلى قبوله حجة سياسية يستخدمها المتعاطفون مع الإسلاميين، حتى إن نقاب سحر وُصف بأنه “قناع يعود للقرون الوسطى”، كما وُصفت “بالملثمة” في مقال على موقع “المرأة المحافظة”. وردت سحر على تلك الانتقادات على مضض، وقالت إن النقد سيبقى مسموحا به، لكنها تريد معاقبة من يسخر من نقابها بتهمة الكراهية والعنصرية. وكتبت مقالها الأخير بصحيفة “الإندبندنت” تحت عنوان “أرتدي النقاب.. دعني أعبر عما أؤمن به”.
ولم تتخل سحر عن عملها العام، وحصلت في يوليو/تموز 2019 على لقب “ناشطة المجتمع العام” في ويلز كنموذج للمرأة الفاعلة في المجتمع، حتى إنها تقدمت لانتخابات أحد الأحزاب السياسية، ولكن الأزمة جاءت مع اتهامها بأنها معادية للسامية بسبب منشورات لها على مواقع التواصل الاجتماعي، مما دفع الحزب لإيقافها وفتح التحقيق وعرضها على لجنة تأديبية.

### خالد بن فرحان آل سعود
مبادرات عدة أطلقها ناشطون سعوديون في الخارج على مدار سنوات، تتصاعد مطالبها إلى حد الدعوة لتغيير النظام الحاكم، وهو ما أعلن الأمير خالد بن فرحان آل سعود، سليل أحد أفرع العائلة المالكة، عن تدشينه من منفاه الاختياري، الأمر الذي يضفي مزيدا من الأهمية على تلك الدعوة. "ملكية دستورية" عبارة تلخص المطالب التي يسعى إليها الأمير خالد بن فرحان الذي أطلق من منفاه في ألمانيا حركة معارضة تدعو إلى تغيير النظام الحاكم في السعودية، بعد نحو 12 عاما من فراره خارج البلاد. الأمير المعارض قال إنه يريد رؤية ملكية دستورية في بلاده مع إجراء انتخابات لتعيين رئيس الوزراء وأعضاء حكومة من أجل محاربة الانتهاكات المزمنة لحقوق الإنسان والظلم في البلاد حسب قوله. الحركة التي أُطلق عليها حركة حرية شعب شبه الجزيرة العربية تأمل في تزويد السعوديين خارج المملكة بالمحامين والمترجمين المتخصصين وإتاحة الفرصة لهم للظهور في وسائل الإعلام لمساعدتهم على طلب اللجوء في أوروبا. وقال خالد بن فرحان لدينا رؤية للنظام القضائي وحقوق الإنسان والمساءلة، لكننا بحاجة الآن إلى التركيز على الدستور ومساعدة السعوديين في أوروبا، موضحا أن العائلة المالكة ستبقى قائدة للبلاد بشكل رمزي مثل الملكة في المملكة المتحدة لكن الشعب سيحتفظ بالسلطة في نهاية المطاف.
يعتبر الأمير خالد بن فرحان الفار من السعودية عام 2007 بعد تحذيرات باعتقاله بسبب آرائه المعارضة، كشف أن السلطات السعودية خططت لخطفه قبل 10 أيام فقط من اختفاء خاشقجي في أكتوبر/تشرين الأول 2017، بعدما حاول مسؤولون سعوديون إغراءه بمبالغ مالية كبيرة إذا وافق على السفر إلى مصر لمقابلة مسؤولين في القنصلية السعودية بالقاهرة، لكنه رفض العرض.

### جمال خاشقجي
نقل عن العديد من أصدقاء خاشقجي يقولون إن مسؤولين سعوديين كبارا مقربين من ولي العهد، اتصلوا به خلال الأشهر الأخيرة ليعرضوا عليه مناصب حكومية رفيعة إذا عاد إلى المملكة. ولكن خاشقجي لم يثق في هذا العرض، ووفق الاستخبارات الأمريكية، فإن ولي العهد السعودي أمر بتنفيذ عملية استدراج لخاشقجي من منزله في فرجينيا إلى السعودية واعتقاله.
ويقول عمر عبد العزيز، إنه كان يعمل مع خاشقجي على العديد من المشاريع التي تشكل أكثر من سبب وراء محاولة القادة السعوديين جلب خاشقجي، مضيفا أن الأخير أرسل له 5 آلاف دولار لتنفيذ مشروع "جيش النحل"، كمبادرة يعمل بها داخل السعودية للرد على "الذباب الإلكتروني" الموالي للحكومة. كما أن عمر وخاشقجي كانا يعملان على إنتاج فيلم قصير، وموقع إلكتروني يرصد حقوق الإنسان، ومشروع يدعم الديمقراطية، ويشير عمر إلى أن هذا العمل كان ينبغي أن يكون سرا، ولكن السلطات السعودية تمكنت من التجسس على هاتفه، وتنصتت على مكالماته واطلعت على كل شيء، وفق ما كشفته له جامعة كندية. وصل "عبد العزيز" إلى كيبيك الكندية عام 2009 للدراسة في جامعة ميكجيل، وهو ناشط على مواقع التواصل الاجتماعي وينتقد دوما النظام السعودي ويندد بوضعية حقوق الإنسان في المملكة. ألغت السلطات السعودية منحة دراسته عام 2013، وحصل على حق اللجوء السياسي وأصبح مقيما دائما في كندا عام 2014، ومنذ ذلك الحين، يدرس في منطقة شيربروك.

### سعد الفقية
ستشاري الجراحة المعارض الأشهر سعد الفقيه شارك مع عدد من الشخصيات العامة السعودية في تقديم "خطاب المطالب الـ 12" إلى الملك فهد بن عبد العزيز عام 1991، للمطالبة بإجراء إصلاحات سياسية واجتماعية في المملكة، وشارك عام 1992 في تقديم "مذكرة النصيحة". فُصل الفقيه من عمله بسبب نشاطه السياسي، وتعرض للاعتقال لمدة 4 أسابيع عام 1993، وعندما أطلق سراحه غادر المملكة مع أسرته إلى بريطانيا، حيث ساهم مع محمد المسعري في استئناف نشاط "لجنة الدفاع عن الحقوق الشرعية" قبل أن يستقيل منها ويؤسس "الحركة الإسلامية للإصلاح". وهي أولى الحركات التي دعت لمظاهرات ضد الحكم، خرج على إثرها المئات في مدينة الرياض، واعتقل بسببها 350 شخصا وصدرت أحكام بالجلد على بعضهم. تعرض في صيف العام 2003 لمحاولة اختطاف فاشلة من منزله في لندن، وقال الفقيه إن "المهاجمين أبلغاه خلال الاعتداء عليه أنهما يحملان رسالة له من الحكومة السعودية".

### عبد الله المسعري
محمد بن عبدالله المسعري، وهو معارض إسلامي بارز، وأمين عام حزب التجديد الإسلامي. يحمل دكتوراه في الفيزياء النظرية من جامعة كولونيا، عمل أستاذا جامعيا في جامعة الملك سعود بالرياض. شارك المسعري في تأسيس "لجنة الدفاع عن الحقوق الشرعية" عام 1993، بهدف الدفاع عن حقوق الإنسان الشرعية والمطالبة بمناخ أكثر حرية في المملكة، وهو ما أدى إلى فصله من عمله بالجامعة واعتقاله لـ6 أشهر تعرض خلالها لمعاملة سيئة. استطاع المسعري الفرار إلى لندن عام 1994، وهناك استأنف نشاط اللجنة وصعّد من انتقاداته للنظام الحاكم في السعودية، وأسس عام 2004 حزب التجديد الإسلامي، وهو حزب سلفي "يسعى لتطبيق الشريعة الإسلامية وإزالة الطغمة الحاكمة من آل سعود واستئصال نظامها الكفري العنصري العفن من جذوره"، على حد تعبيره. واعتُقل ماجد، نجل "محمد المسعري" في الولايات المتحدة عام 2004 بتهمة حيازة مخدرات، قال والده حينها إن السلطات السعودية لفقتها له. وبعد قضاء ماجد مدة محكوميته، رُحّل عام 2007 إلى السعودية بعد رفض الولايات المتحدة طلب حصوله على اللجوء، ليختفي من الوجود منذ ساعة ترحيله، وتضغط السلطات على المسعري الأب لتسليم نفسه مقابل وعود بمعرفة مصير ابنه.

### مضاوي الرشيد
مضاوي الرشيد، الأكاديمية السعودية البارزة تضمها القائمة كذلك، ألّفت العديد الكتب والأبحاث حول المملكة، آخرها بحث عن نشاط الإصلاحيين السعوديين والسعي إلى الحكم الديمقراطي والمجتمع المدني، كما شاركت في العديد من الحملات التي تطالب بالحرية والديمقراطية في المملكة، وهي دائمة الانتقاد للقيادة السعودية في مقالاتها وحواراتها الصحفية. سحبت السلطات السعودية الجنسية من مضاوي الرشيد بسبب أطروحتها للدكتوراه الذي اعتبرت مسيئة لمؤسس المملكة، كما تم منعها من دخول البحرين والكويت ومنع كتبها بسبب نشاطها المعارض للسعودية.

### غانم الدوسري
غانم الدوسري وهو ناشط سعودي معارض يعمل في مجال حقوق الإنسان، وينتج العديد من الفيديوهات الساخرة التي تنتقد "آل سعود"، وعلى رأسهم الملك سلمان وولي عهده الذي لقبه بـ"الدب الداشر"، واستشرى اللقب فيما بعد في عدد من أوساط المعارضين. فرّ الدوسري الذي يلقب نفسه بـ"قاهر آل سعود" من المملكة عام 2003 بسبب آرائه السياسية، وطلب اللجوء إلى المملكة المتحدة، حيث درس وعمل في جامعة بورتسماوث قبل أن ينتقل للحياة في لندن. يُعد غانم الدوسري من أبرز الوجوه المألوفة للمعارضة السعودية، إذ يتابع حسابه على"تويتر" نحو 400 ألف متابع، وحظيت فيديوهات برنامجه "غانم شو" الذي خصصه لانتقاد نظام الحكم في السعودية، بنحو 200 مليون مشاهدة. تعرض غانم مطلع سبتمبر/ أيلول 2018، خلال تواجده في أحد الأماكن العامة بلندن، لاعتداء بالضرب والسب من شابين سعوديين اتهماه بأنه عدو السعودية.

## كتب
يعتبر ناصر السعيد أول من كتب ضد أسرة آل سعود حيث كتب أربع كتب ؛ كتاب تاريخ آل سعود وكتاب نهاية طاغية وكتاب قتل الشيعة في أقذر شريعة وكتاب كنت في مملكة الحريم إضافة إلى كتاب احتوى على رسوم كاريكاتورية. ثم زميل ناصر السعيد وهو عبد الرحمن الشمراني الذي كتب ورقة بعنوان مملكة الفضائح. كما كتبت المعارضة والأكاديمية مضاوي الرشيد كتباً وأوراق منها كتاب السياسية في واحة عربية وكتاب تاريخ العربية السعودية بين القديم والحديث وكتاب مأزق الإصلاح في السعودية. بينما اكتفى سعد الفقيه بالمساهمة بكتابة مذكرة النصيحة والصحوة زلزال آل سعود وكتاب النظام السعودي في ميزان الإسلام. وكتب محمد المسعري العديد من الكتب والأوراق أشهرها كتاب الملكية الوراثية نظام كفر وجور. وأشهر ما كتب عبد الله الحامد ثلاثية المجتمع المدني والدستور الإسلامي. وكتب سعود السبعاني أكثر من كتاب من ضمنها الوهابية دين سعودي جديد والسيكولوجية السعودية وسلسلة صنائع الإنجليز.

## إغتيالات
لم تخلوا المعارضة السعودية من الخطر فتم اغتيال ناصر السعيد في لبنان بعد خطفه وهو أول معارض سعودي تم اغتياله ومن ثم تم اغتيال المتحدث باسم حزب الأمة الإسلامي محمد سعد المفرح في تركيا واغتيال جمال خاشقجي في داخل القنصلية السعودية في تركيا أيضاً واغتيال العضو المؤسس في حزب التجمع الوطني مانع حمد اليامي في لبنان.

## اختطافات
كما قال الأمير السعودي المعارض خالد بن فرحان آل سعود إنه استهدف بخطة لإخفائه قبل عشرة أيام من اختفاء الصحفي جمال خاشقجي وإن السلطات في السعودية تستدرج المنتقدين باستمرار بما في ذلك الأمراء إلى لقاءات لخطفهم. وأضاف أن استدراج المعارضين إلى لقاءات لإخفائهم خدعة شائعة تستخدمها السلطات السعودية، قبل أن يكشف أن خمسة أفراد على الأقل من العائلة الحاكمة اختفوا الأسبوع الماضي فقط للتحدث علنا ضد اختفاء خاشقجي. ويعتقد خالد المقيم في ألمانيا أن هذا جزء من حملة تصعيدية منتظمة من قبل ولي العهد محمد بن سلمان لإسكات منتقديه. وقال الأمير إن السلطات وعدت أسرته بشيك دسم وملايين الدولارات إذا وافق على السفر إلى مصر للقاء مسؤولين من سلطات بلاده في القنصلية. وقيل له إن سلطات المملكة كانت قد سمعت بأنه كان في ضائقة مالية وأرادت المساعدة ووعدوا بأنه سيكون في أمان. وقال أيضا "السلطات السعودية أبلغتني أكثر من ثلاثين مرة أنهم يريدون مقابلتي لكني كنت أرفض كل مرة. فأنا أعرف ما يمكن أن يحدث إذا ذهبت إلى السفارة". وأضاف "قبل نحو عشرة أيام من اختفاء خاشقجي طلبوا من أسرتي الإتيان بي إلى القاهرة لإعطائي شيكا فرفضت". وقال الأمير خالد "إن هناك العديد من الأمراء مسجونين الآن في البلاد، وقبل خمسة أيام حاولت مجموعة منهم زيارة الملك ليقولوا له إنهم خائفون على مستقبل عائلة آل سعود، وذكروا حالة خاشقجي فأودعوا جميعا السجن". وذكرت الصحيفة البريطانية أن قصة الأمير خالد تعكس صدى المصير المخيف للأمير سلطان بن تركي بن عبد العزيز الذي اختفى عام 2016 بعد انتقاده النظام. وقال مساعدون لسلطان بن تركي للصحيفة إن الأمير استدرج إلى القاهرة على طائرة ملكية خاصة لرؤية والده لكنه خدر ونقل إلى المملكة. ويعتقد أنه حي لكنه رهن الإقامة الجبرية ولم يعد أصدقاؤه على اتصال به. وعلقت الصحيفة بأن كلتا الروايتين تعكسان ما حدث مع خاشقجي -الذي وفقا لأصدقائه وأسرته- وعد بالحماية ووظيفة مرموقة إذا عاد إلى وطنه الذي غادره عام 2017 خشية الاعتقال.
ويبدو أن مسألة اختطاف المعارضين السعوديين وإخفاؤهم أو حتى قتلهم ليست مجرد حالات فردية، ففي أغسطس/آب 2017، أذاعت قناة "بي. بي. سي" العربية فيلما وثائقيا بعنوان "أمراء آل سـعود المخطوفون"، كاشفا تفاصيل جديدة عن عمليات اختطاف 3 أمراء لم يكشف عنها طول السنوات الماضية. فما بين عامي 2005 و2016 كان هناك عمليات اختطاف ممنهجة لأمراء سعوديين معارضين، أبرزهم الأمير تركي بن بندر، والأمير سعود بن سيف النصر، وآخرهم الأمير سلطان بن تركي الذي تعرض بالفعل لمحاولة اختطاف سابقة عام 2003. في عام 2016 اختطفت السلطات السعودية الأمير سلطان بن تركي المعارض للسلطة الحاكمة بعد إجباره على عدم الهبوط في مطار القاهرة مثلما كان متوقعا عقب وصوله من سويسرا، لتقتاده طائرة تحمل العلم السعودي إلى الرياض قسريا، ويختفي بعدها دون تفسير من الجهات المعنية.
كما كشف الفيلم تفاصيل عملية اختطاف الأمير تركي بن بندر عام 2015، وهو أحد الأمراء الضباط في وزارة الداخلية، والذي كان من المتوقع رحيله إلى فرنسا من المغرب، إلا أنه احتجز في سجن سلا، ليتم بعدها ترحيله إلى الرياض بحسب أوامر السلطات السعودية، لمحاكمته على تصريحاته المعارضة للنظام وخلافه الدائم مع السلطة وانشقاقه عن العائلة الحاكمة، وزعم السلطة السعودية واتهامها له بالتخطيط لأفعال تضر بالأمن القومي كونه ضابطا في الشرطة. الثالث هو الأمير سعود بن سيف النصر الذي لم يكن له نشاط سياسي مسبق، إلا أنه اختفى بعد أيام من تأييده لأول خطاب من المعارضة السعودية مجهولة المصدر الذي كان يروج لانقلاب للإطاحة بالملك سلمان بن عبد العزيز. الجرأة في تغريدات ابن سيف النصر، اعتبرت غير مألوفة على العائلة المالكة من أحد أعضاءها المقيمين بالسعودية، ليختفي الرجل منذ ذلك الحين دون أن يسأل أحد عن مصيره.

## الوضع القانوني
لا تعترف الحكومة السعودية بشرعية وجود المعارضة لكنها في فترات سابقة كانت تصدر عفواً ملكياً للمعارضين في الخارج أبرزها عندما تولى الملك خالد السلطة عام 1975 و في عام 1993 عقد الملك فهد اتفاق تاريخي بينه وبين المعارضة السعودية الشيعية في الخارج انتهى بتخليهم عن العمل السياسي مقابل عودتهم للسعودية، وفي عام 2000 عرض وزير الداخلية السعودي السابق الأمير نايف بن عبد العزيز آل سعود على المعارضين في الخارج العودة بدون شروط لكن عرضه قوبل بالرفض من قبل الحركة الإسلامية للإصلاح.

## اقرأ أيضًا
- قائمة الأحزاب السياسية في السعودية

## معلومات
1. ↑  حاول عبد الرحمن ناصر الشمراني عام 1373 هـ الموافق 1954 عندما كان مديراً للمدارس العسكرية بالطائف بتلغيم مصلى العيد في الطائف والذي كان من المفترض أن يحضر للصلاة فيه الملك فيصل ومشعل وزير الدفاع وقتها وانتهى الأمر بالشمراني بالإعدام أمام كبار الضباط في معسكر الطائف في 27 محرم 1375 هـ الموافق 14 سبتمبر 1955
2. ↑  الرواية التي تزعم أن ناصر السعيد ألقي به من الطائرة في سواحل لبنان، أوردها مارك يونغ في كتابه الحارس الشخصي وهو مرافق خاص لعدد من أمراء العائلة المالكة السعودية، ويقول إنه سمع الرواية بنفسه من بعضهم.

## وصلات خارجية
- شريط المدفع العملاق ١٩٩١ الجزء الأول مع محمد المسعري في برنامج اتجاهات سعودية الحلقة 24.
- شريط المدفع العملاق ١٩٩١ الجزء الثاني مع محمد المسعري في برنامج اتجاهات سعودية الحلقة 24.
- الوهابية المرتبكة مقال على صحيفة رؤى.